# ケンタッキー州
座標: 北緯37度30分 西経85度00分 / 北緯37.5度 西経85度

ケンタッキー州
Commonwealth of Kentucky

州の愛称: ブルーグラスの州
Bluegrass State

ケンタッキー州（ケンタッキーしゅう、英: Commonwealth of Kentucky）は、アメリカ合衆国中東部にある州（コモンウェルス）。州都はフランクフォートで、最大都市はルイビルである。アメリカ合衆国50州の中で陸地面積では第37位、人口では第26位である。元はバージニア州の一部だったが、1792年にアメリカ合衆国15番目の州に昇格した。
他の主要な都市にレキシントンがある。またオハイオ州の大都市、シンシナティの大都市圏の一部はケンタッキー州北部にまたがっており、北ケンタッキー地域と呼ばれる。
| 家庭で話される言語（ケンタッキー州） 2010 | 家庭で話される言語（ケンタッキー州） 2010 | 家庭で話される言語（ケンタッキー州） 2010 | 家庭で話される言語（ケンタッキー州） 2010 | 家庭で話される言語（ケンタッキー州） 2010 |
| ----------------------------------------- | ----------------------------------------- | ----------------------------------------- | ----------------------------------------- | ----------------------------------------- |
|                                           |                                           |                                           |                                           |                                           |
| 英語                                      | 英語                                      |                                           | 95.44%                                    | 95.44%                                    |
| スペイン語                                | スペイン語                                |                                           | 2.39%                                     | 2.39%                                     |

| 人種構成（ケンタッキー州） 2010 | 人種構成（ケンタッキー州） 2010 | 人種構成（ケンタッキー州） 2010 | 人種構成（ケンタッキー州） 2010 | 人種構成（ケンタッキー州） 2010 |
| ------------------------------- | ------------------------------- | ------------------------------- | ------------------------------- | ------------------------------- |
|                                 |                                 |                                 |                                 |                                 |
| 白人                            | 白人                            |                                 | 86.3%                           | 86.3%                           |
| 黒人                            | 黒人                            |                                 | 7.8%                            | 7.8%                            |
| ヒスパニック                    | ヒスパニック                    |                                 | 3.1%                            | 3.1%                            |
| アジア系                        | アジア系                        |                                 | 1.1%                            | 1.1%                            |
| インディアン                    | インディアン                    |                                 | 0.2%                            | 0.2%                            |
| 混血                            | 混血                            |                                 | 1.7%                            | 1.7%                            |

## 州名の由来
州名「ケンタッキー」の由来は定かでないが、同州に先住するチェロキー族インディアンの「暗い血まみれの大地」、またはイロコイ族のイロコイ諸語で「平原」を指す言葉であるという説などがある。同州ではもっぱら後者の解釈が支持されている。
前者の解釈では、現在ケンタッキー州となっている地域で狩猟を行っていたインディアンが、この地域を「カトーバ」あるいはそれに類似した名称で呼んでいたことは一般に認められている。ケンタッキー州ブルーブックに拠れば、チェロキー族の若き酋長ドラッギングカヌーが、先祖伝来の猟場を売却することに反対し、白人に対して「暗く血塗られた土地」を買おうとしていると警告した。
後者の解釈では、イロコイ族の言葉で、州中部のサバンナにあるバッファローの猟場を指している。イロコイ族「ハウデノソーニー」に属する者達は昔から現在のニューヨーク州とペンシルベニア州に住んでいた。彼等はオハイオ川の領域に侵入し、猟場を広く支配するために他部族を追い出した。ヨーロッパ系アメリカ人がこの地域に入ってくるずっと以前、バッファローの猟に加えて、フランス人やイギリス人と毛皮を取引するためにビーバーの罠猟を行っていた。
ケンタッキー州は「ブルーグラスの州」というニックネームがある。これは土壌が肥沃だったので、牧草地の多くにブルーグラス（en:Poa pratensis）が見られたことに基づいている。

## 歴史

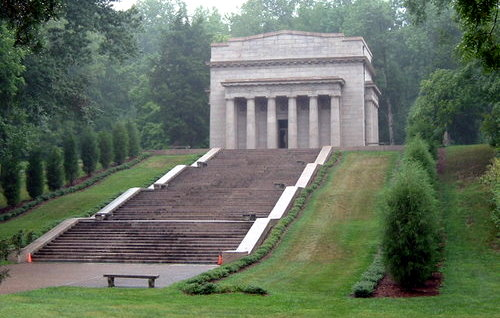
エイブラハム・リンカーン記念館　内部に生家が復元されている

現在ケンタッキー州となっている地域では、特に水路に沿った土地や野生生物を狩猟できる領域で、遅くとも紀元前1000年から紀元後1650年ごろまで、様々なインディアンによる文化が移り変わってきた。この地域にはアメリカバイソンがうろついていた。18世紀半ばにヨーロッパ人や植民地人の探検家や開拓者が大勢で入ってきたときまでに、インディアンによる大きな定住地は無くなっていた。イロコイ族は現在のニューヨーク州を本拠にし、狩猟の場所としてオハイオ川流域の大半を支配していた。
北西からショーニー族が、南からチェロキー族が狩猟のために定期的にこの地域に一隊の者を送り込んでいた。多くの開拓者が入ってくるようになると、インディアンは開拓者達が自分の昔からの狩猟場に入り込んでいると考えたために、戦争が持ち上がった。今日、ケンタッキー州にいる南部チェロキー族は州政府が認定した部族だが、連邦政府が認定したチェロキー族の3部族は、州政府の認めた部族が「チェロキー族」だと主張することの信憑性を声高に難じている。
アメリカ合衆国政府が1790年に作成した報告書に拠れば、アメリカ独立戦争の終戦後、ケンタッキー州でインディアンの襲撃により、1,500人の開拓者が殺されたとされていた。そのような州内への襲撃を止めさせるために、1786年、ジョージ・ロジャース・クラークが徴募した1,200名の兵士を率いて遠征を行い、ウォバッシュ川沿いのショーニー族の集落に向かった。これが北西インディアン戦争と呼ばれるものの最初期の動きになった。
アメリカ独立戦争後、バージニア州の中でアパラチア山脈の向こう側にある郡部は、ケンタッキー郡と呼ばれるようになった。ケンタッキー郡の住人はバージニア州からの分離を請願した。1784年から1792年の間にダンビルの憲法広場庁舎で10回の憲法制定会議が開催された。1790年、ケンタッキーの代議員団がバージニア州の分離条件を受入れ、1792年4月の最終会議で州憲法案が起草された。同年6月1日、ケンタッキーが合衆国15番目の州に昇格した。バージニア出身の退役士官アイザック・シェルビーが初代州知事に選出された。

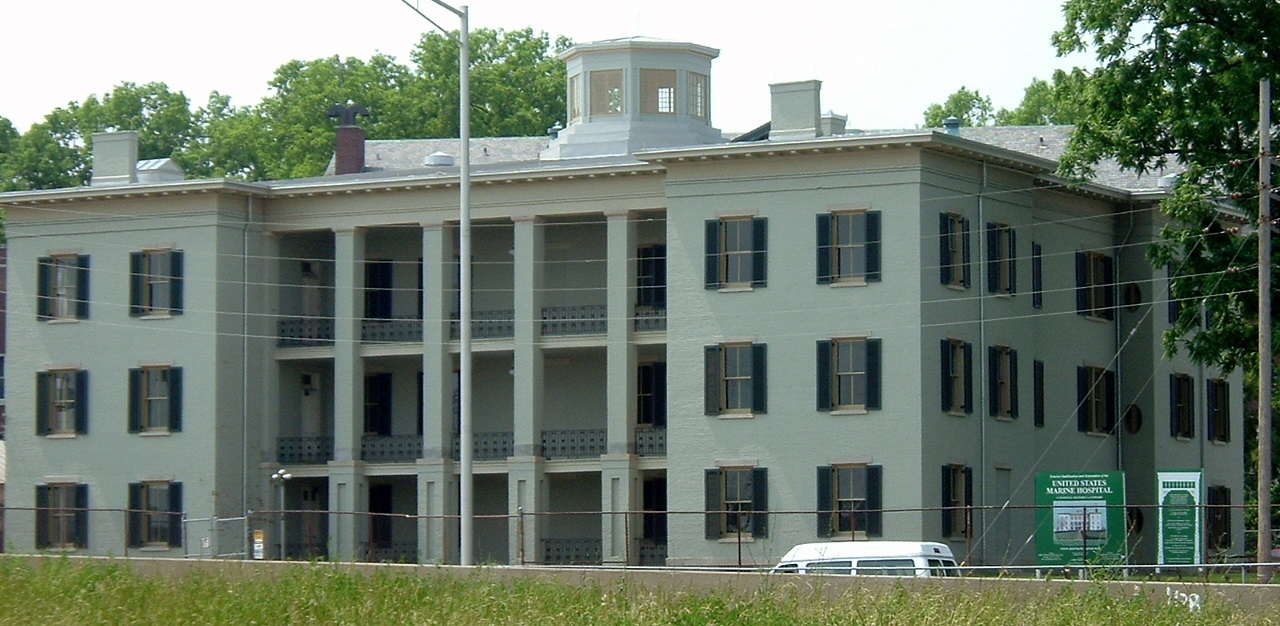
ルイビル市にあるアメリカ合衆国海兵隊病院、ワシントン記念塔の設計を担当した建築家ロバート・モリスが設計、南北戦争前の病院として国内では保存状態の良いものとみなされている

### 19世紀
ケンタッキー州中央部のいわゆるブルーグラス地域は、農園所有者がタバコとアサを栽培したので奴隷制度の中心地となり、また良質な家畜の産地にもなった。ケンタッキー州の奴隷所有者は、過剰になった奴隷を深南部に売り始めた。ルイビル市が奴隷市場の中心地となり、川を下って運ばれる奴隷の出発港になった。
南北戦争の時、ケンタッキー州は境界州の1つとなった。ケンタッキー州はアメリカ合衆国から脱退しなかったと言われることも多いが、幾つかの郡代表がラッセルビルに集まり、それをケンタッキー州人民の会議」と呼び、1861年11月20日に脱退条例を可決した。彼等はアメリカ連合国ケンタッキー州政府を樹立し、ボーリンググリーンを州都にした。
アメリカ連合国戦闘旗で、ケンタッキー州は中央の星で表されているが、ラッセルビル会議は州民の多数派を代表していなかった。州民の多くが北軍の同調者だったので、ケンタッキー州は戦争を通じて「中立」に留まった。戦中に南軍を支持した量を超えることになった「失われた大義」の復活では、当時の人々の中にアメリカ連合国大統領ジェファーソン・デイヴィスの誕生日、6月3日を南軍記念日として祝い、南軍の再現に参加する者がいた。

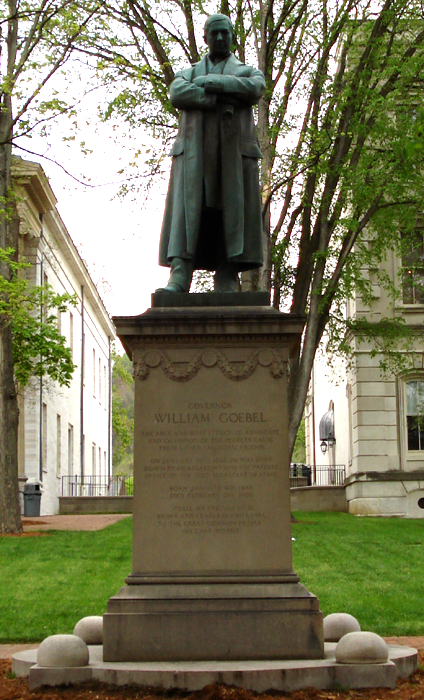
フランクフォート市にあるウィリアム・ゴーベルの彫像

### 20世紀
20世紀初期に、自警団の動きからブラックパッチ・タバコ戦争が起こった。タバコ産業が独占された結果として、タバコ農家は低価格でタバコ葉を売らざるを得なくなった。地元農家や活動家が結束し、タバコ会社にタバコ葉を売ることを拒んだ。
自警団組織である「ナイト・ライダーズ」が、タバコ会社の言いなりになって低価格でタバコ葉を販売した農夫を襲った。ホプキンスビルやプリンストンなどではタバコ倉庫が焼かれた。その活動の後期に入ると、ボイコットを破る農夫に暴行を加えるようになった。州知事が戒厳令を宣言し、州民兵隊を動員して、ブラックパッチ・タバコ戦争と呼ばれたこの紛争を終わらせた。
1900年1月30日、州知事ウィリアム・ゴーベルは、2人のボディガードに伴われ、フランクフォート市中心街の州会議事堂に歩いていくときに、暗殺者に撃たれて致命傷を負った。ゴーベルは1899年の知事選挙に出馬していた。その選挙では当初ウィリアム・S・テイラーが当選したと見られていた。ゴーベルの副知事候補であるJ・C・W・ベッカムとテイラーが、数か月の間、誰が合法の知事であるかについて争い、5月に出たアメリカ合衆国最高裁判所判決では、ベッカムが勝訴した。テイラーはインディアナ州に逃げた後、ゴーベル暗殺の共同謀議者として起訴された。ゴーベルは在任中に暗殺されたアメリカ合衆国唯一の州知事となっている。

## 地理
参照：ケンタッキー州の郡一覧

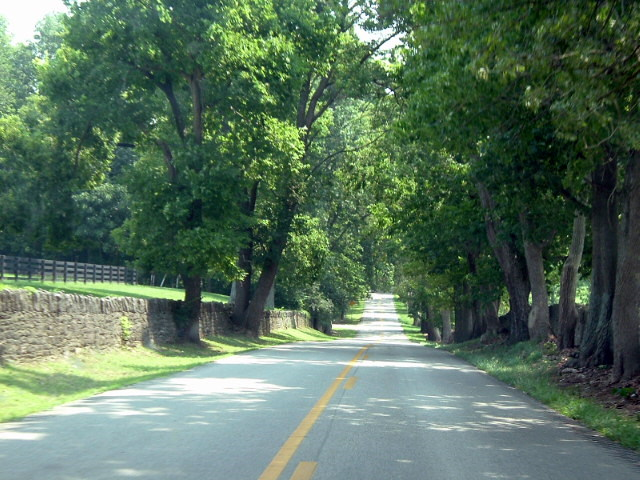
狭い郡道、石垣と板の塀で仕切られている。ブルーグラス地域で良く見られる

牧草州 (ブルーグラス州) とも呼ばれるケンタッキー州は、アップランドサウスに入っていると見なされている。希に中西部に含まれるとされることもある。アメリカ合衆国南東部と隣接している。州東部のかなりの領域はアパラチア山脈に入っている。
ケンタッキー州は7つの州に接している。東部でウエストバージニア州及びバージニア州、南部でテネシー州、西部でミズーリ州、北部でイリノイ州、インディアナ州、並びにオハイオ州と接している。州の北部境界はオハイオ川によって形成され、西部境界はミシシッピ川によって形成されている。公式の州境は1792年にケンタッキー州が昇格した時の川の流路で決められている。その後幾つかの場所で川が流れを変えており、例えば、ヘンダーソンからアメリカ国道41号線で北に向かうと、オハイオ川を渡った後も約2マイル (3 km) はケンタッキー州内である。サラブレッドのレース場であるエリスパークが、ケンタッキー州のこの小さな地にある。インディアナ州との州境では、水道用道路が唯一の陸の境となっている。
ケンタッキー州は他の州により囲まれた飛地を持つ唯一のアメリカ合衆国の州である。ケンタッキー州の最西部隅にあるフルトン郡には、1812年のニューマドリード地震によりミシシッピ川の流れが変わって形成されたケンタッキー・ベンドと呼ばれる小さな飛地があり、ミズーリ州とはミシシッピ川をはさんで、またテネシー州とは陸続きで隣接している。

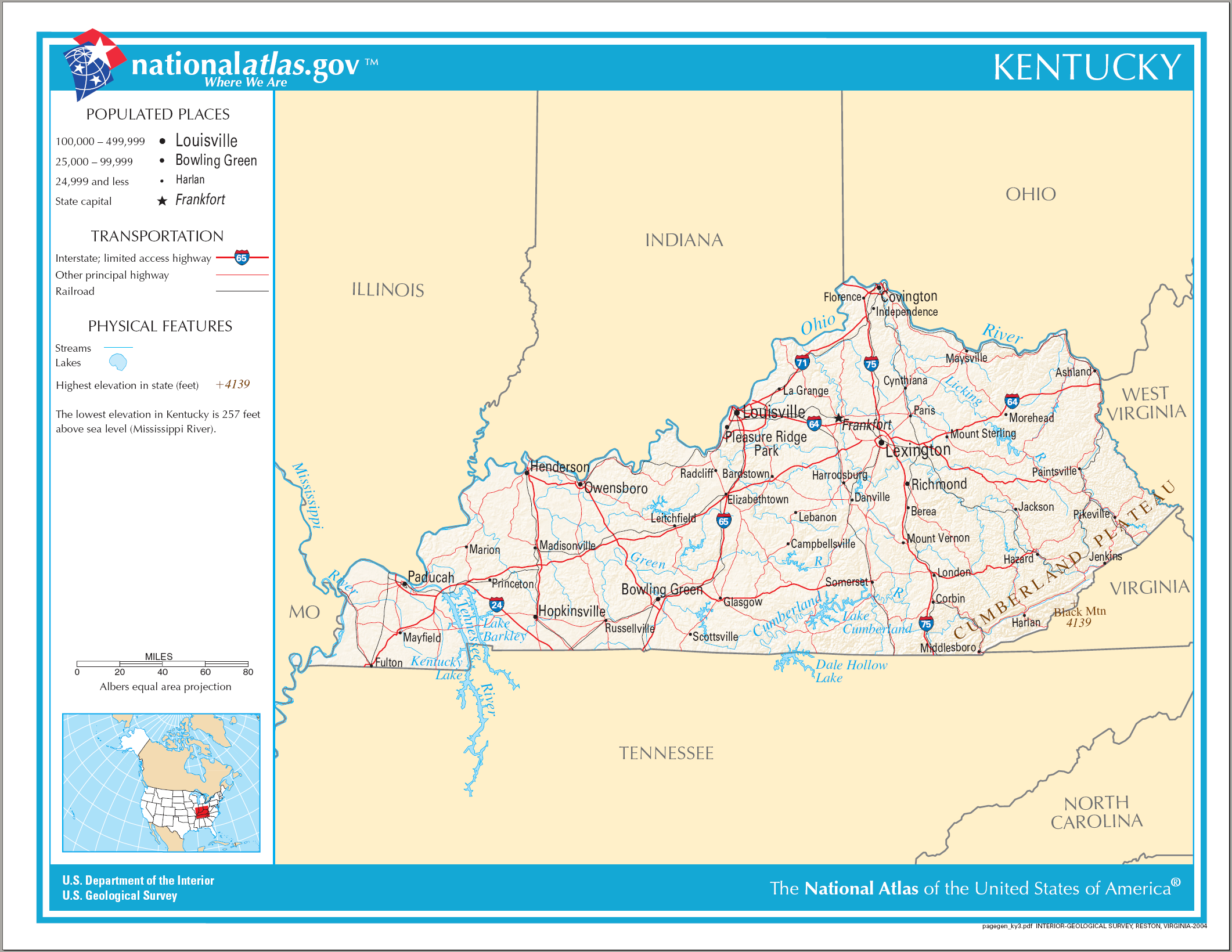
ケンタッキー州図

### 地域

ケンタッキー州の地域区分図

ケンタッキー州は主に5つの地域に分ける事ができる：南東部のカンバーランド山地とカンバーランド高原の地域、北部から中央部にかけてのブルーグラス地域、南部から中央部並びに西部のペニーロイヤル高原地域、また、エリザベスタウン及び ボーリンググリーンのような都市を "ペニーライル" と表現する西部炭田地域、及び最西部のジャクソン購入地域である。
ブルーグラス地域は一般に2つの地域に区分される。インナーブルーグラスは、レキシントン市周辺の直径90 マイル (145 km) の地域であり、アウターブルーグラスはKnobsより上、ケンタッキー州北部の大部分を包含する地域である。アウターブルーグラスの多くは短く、急勾配で、たいへん狭い丘でできているイーデン・シェイル・ヒルズ地域内にある。
右図は上記地域を大まかに表すものであり、その境界線は郡境を基本にしている。その結果、インナーブルーグラスは実際より大きく見える。カンバーランド高原はやや小さく見える。カンバーランド高原はケンタッキー州では東部炭田地帯とも呼ばれている。この地域は炭田ではないが、多くの重複する地域と連続した炭田がある。西部炭田地域はイリノイ盆地に入っている。

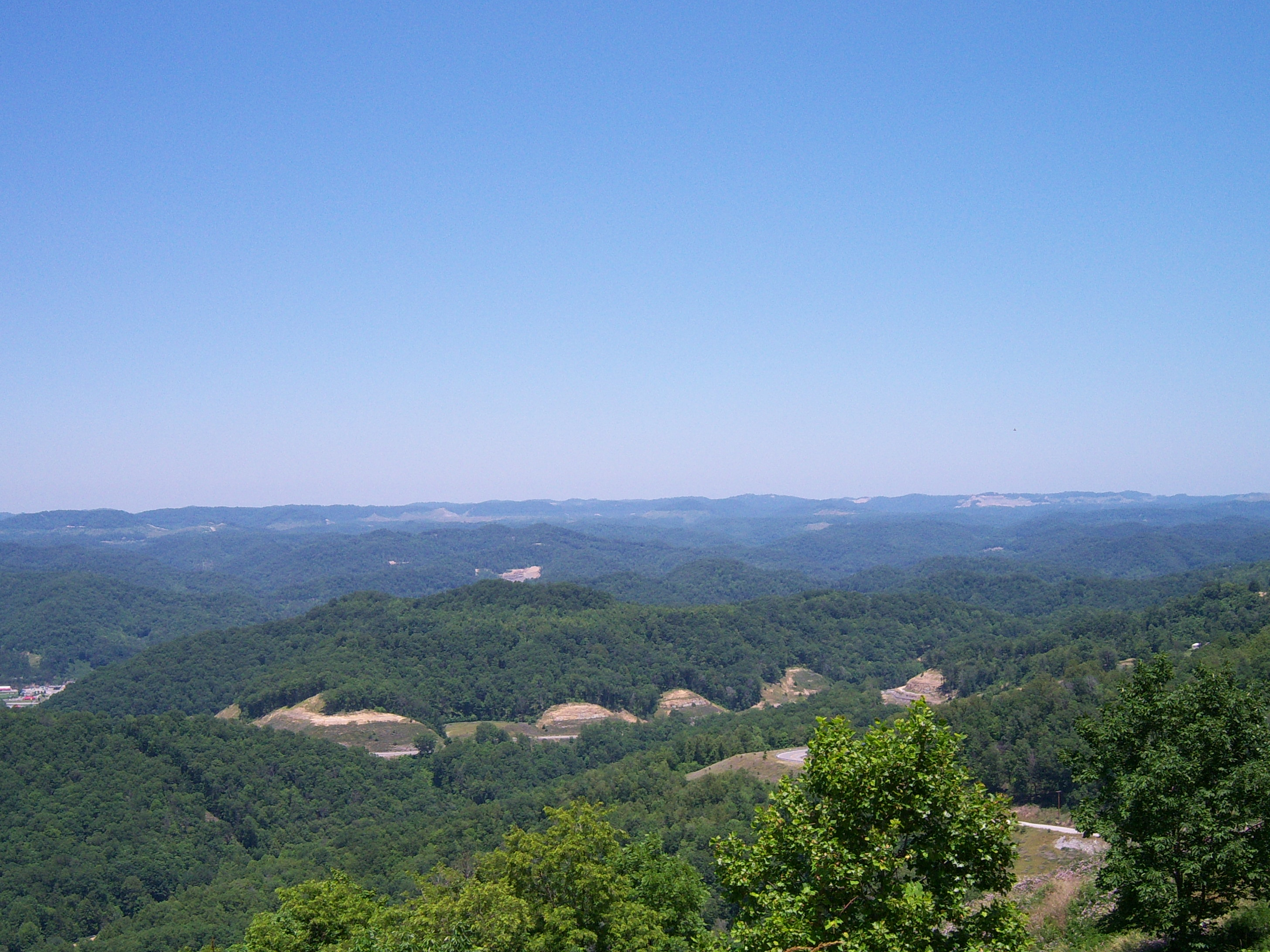
東部炭田地帯はその岩がちの地形で知られる

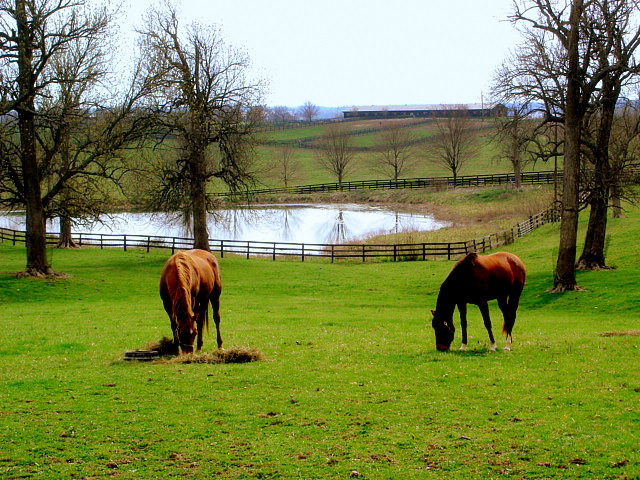
インナーブルーグラス、数多くの馬牧場がある

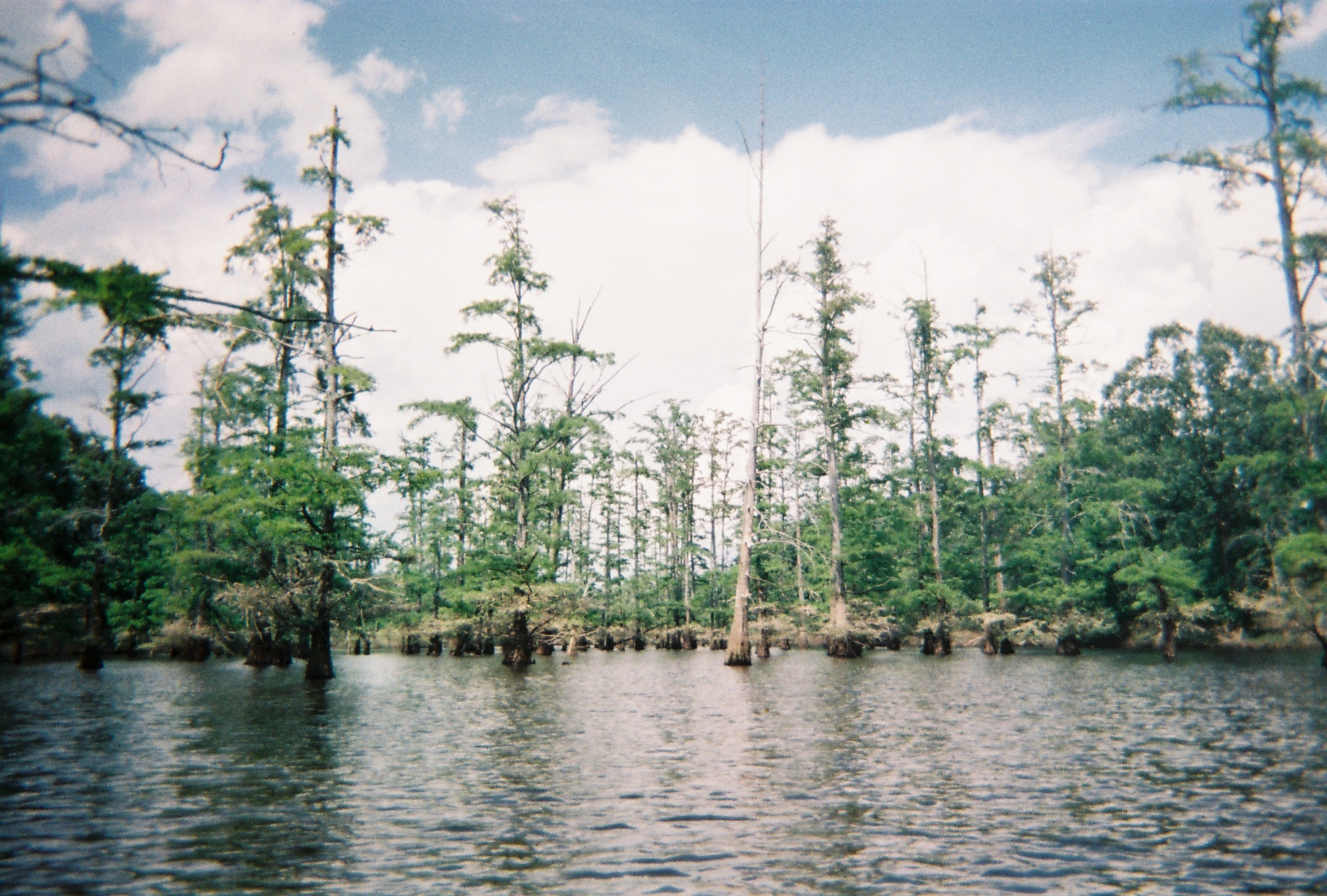
ジャクソン購入地域とペニーライル地域西部にはヌマスギとテュペロの湿地がある

### 気候
ケンタッキー州は北アメリカ大陸の南東内陸部に位置し、温暖湿潤気候（ケッペンの気候区分 Cfa）に区分するのが一番当てはまる。夏の日間平均最高気温は87°F (31 ℃)、冬の日間平均最低気温は23°F (-5 ℃) になる。年間平均降水量は46インチ (1,200 mm) である。
ケンタッキー州には四季があるが、夏と冬の厳しさについては大きな変化がある。過去最高気温は1930年7月28日にグリーンズバーグで記録された114°F (46 ℃) だった。過去最低気温は1994年1月19日にシェルビービルで記録された-37°F (-38 ℃) だった
これまでの大きな自然災害には下表のようなものがあった。
| 災害                             | 死者数                   |
| -------------------------------- | ------------------------ |
| 1890年ルイビル竜巻               | 推計 76人-120人+         |
| 1937年オハイオ川洪水             | ?                        |
| 1974年4月3日竜巻大発生           | 72人                     |
| 1977年4月7日カンバーランド川洪水 | ?                        |
| 1997年3月1日洪水                 | 18人                     |
| 2003年北アメリカ吹雪             | ?                        |
| 2008年スーパーテューズデイ竜巻   | Weather.comの報告で 17人 |
| 2008年9月大暴風                  | 1人                      |
| 2009年1月氷雪                    | 24人+                    |
| 2012年3月竜巻                    | 22人                     |

| 各都市の月別平均最高最低気温(°F) |       |       |       |       |       |       |       |       |       |       |       |       |
| 都市                             | 1月   | 2月   | 3月   | 4月   | 5月   | 6月   | 7月   | 8月   | 9月   | 10月  | 11月  | 12月  |
| レキシントン                     | 40/24 | 45/28 | 55/36 | 65/44 | 74/54 | 82/62 | 86/66 | 85/65 | 78/58 | 67/46 | 54/37 | 44/28 |
| ルイビル                         | 41/25 | 47/28 | 57/37 | 67/46 | 75/56 | 83/65 | 87/70 | 86/68 | 79/61 | 68/48 | 56/39 | 45/30 |
| オーエンズボロ                   | 42/25 | 47/28 | 57/36 | 69/45 | 78/55 | 86/64 | 88/68 | 88/65 | 81/58 | 70/46 | 57/37 | 45/28 |
| パデューカ                       | 42/24 | 48/28 | 58/37 | 68/46 | 77/55 | 85/64 | 89/68 | 87/65 | 81/57 | 71/45 | 57/36 | 46/28 |
| パイクビル                       | 46/23 | 50/25 | 60/32 | 69/39 | 77/49 | 84/58 | 87/63 | 86/62 | 80/56 | 71/42 | 60/33 | 49/26 |
| アシュランド                     | 42/19 | 47/21 | 57/29 | 68/37 | 77/47 | 84/56 | 88/61 | 87/59 | 80/52 | 69/40 | 57/31 | 46/23 |

### 湖と河川

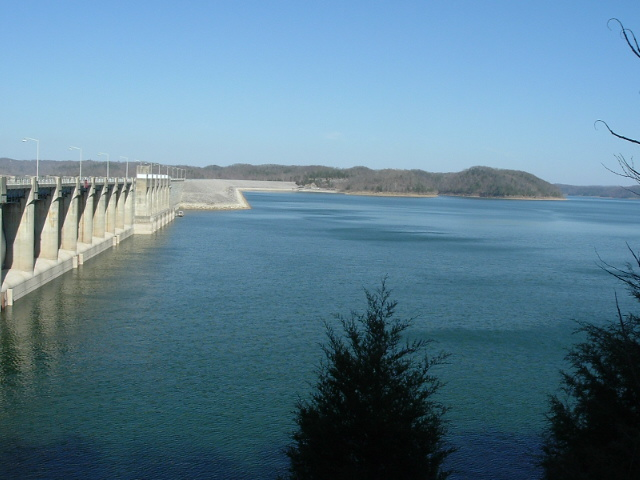
カンバーランド湖はその保水量で、ミシシッピ川より東では最大の人工湖である

州内の全長9万マイル (140,000 km) におよぶ河川は、アメリカ国内でも最も広範で入り組んだ水流体系を作り上げている。カンバーランド湖はその保水量で、ミシシッピ川より東では最大の人工湖であり、ケンタッキー湖は表面積で最大である。3方向の州境が川になっているのも国内唯一の州である。すなわち西がミシシッピ川、北がオハイオ川、東がビッグサンディ川とタグ・フォークである。他の主要な川としては、ケンタッキー川、テネシー川、カンバーランド川、グリーン川、及びリッキング川がある。
自然湖の大きなものは3つしかないが、人工湖の数は多い。アラスカ州を除けば、航行できる水路の長さでも1番である。

### 自然環境と保護

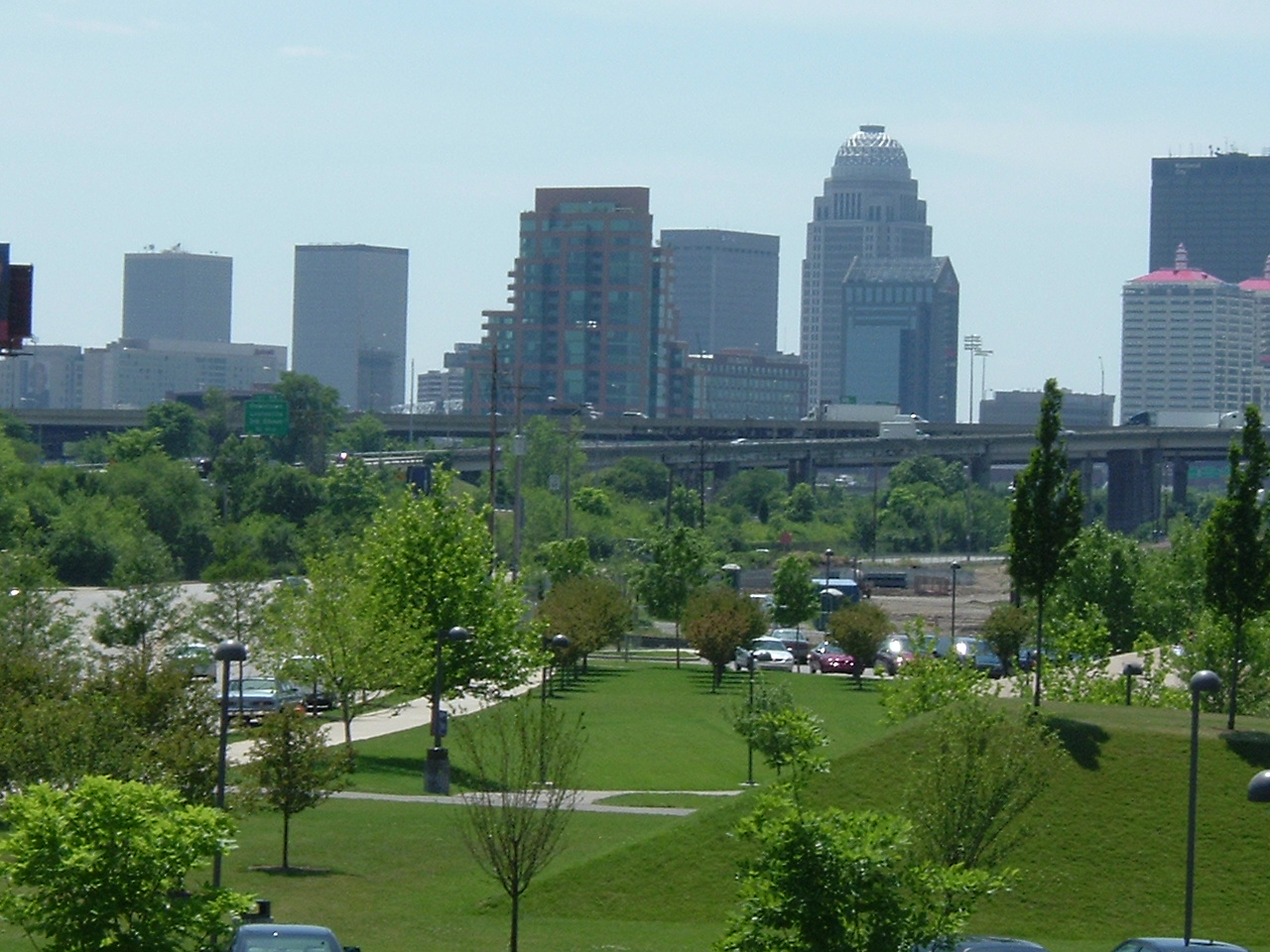
ルイビルの産業廃棄物埋め立て地であった所が、現在は多くの樹木や歩道のあるウォーターフロントに生まれ変わっている

ケンタッキー州には広範な公園体系があり、国立公園1か所、国立レクリエーション地域2か所、国立歴史公園2か所、国有林2か所、国立野生生物保護区2か所、州立公園45か所、広さ37,696 エーカー (153 km2) の州有林、野生生物管理地域82か所がある。
ケンタッキー州はアメリカ合衆国の歴史でも野生生物を再導入する計画で最も成果を上げた2州の1つだった。1997年冬、ケンタッキー州魚類野生生物資源省が東部郡で、150年間も絶滅していたエルクの補充を始めた。2009年時点で生体数は目標としていた1万頭に達しており、ミシシッピ川以東では最大になった。
1950年代には野生シチメンチョウの再生も始めていた。一度は絶滅していたシチメンチョウが、東部州のどこよりも大きな生体数となった。2009年春の23日間で、猟師が29,006羽を観測した。

### 重要な自然観光地

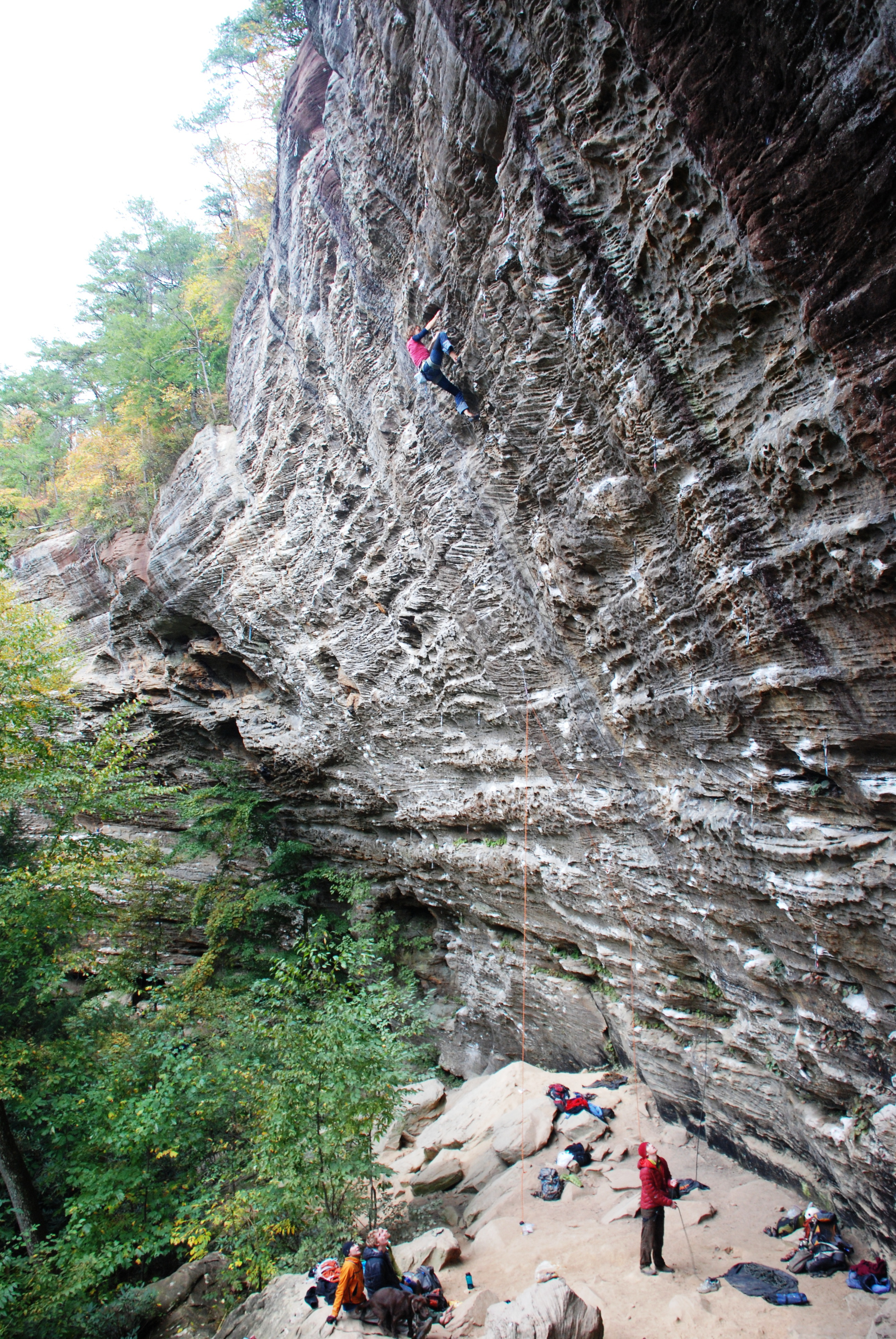
レッド川峡谷、観光客の数が多い場所の1つ

- カンバーランドギャップ、初期アメリカ史でアパラチア山脈を抜ける幹線道路
- カンバーランドフォールズ州立公園、滝のしぶきがあるために月虹が定期的に見られることでは西半球唯一の場所[29]
- マンモス・ケーブ国立公園、世界最大級の洞穴[30]
- レッド川峡谷地質地域、ダニエル・ブーン国立の森に入っている
- ランド・ビトウィン・ザ・レイクス、アメリカ合衆国林野局が管理する国立レクリエーション地域
- ビッグサウスフォーク国立河川・レクリエーション地域、ウィットリーシティの近く
- ブラック山、州内最高地点[31]、レッチャー郡のパイン山南尾根にそってある
- バッドブランチフォールズ州立自然保護区、広さ2,639エーカー (11 km2)、レッチャー郡のパイン山南斜面にある。州内の希少種や絶滅危惧種が集中する場所がある[32]、また落差60フィート (18 m) の滝やケンタッキー・ワイルド川がある
- ジェファーソン記念森林、ノブズ地域に入るルイビルの南縁にある、国内最大級の市が運営する森林[33]
- カンバーランド湖、湖岸全長1,255マイル (2,020 km)、州南中部にある
- ナチュラルブリッジ、パウエル郡スレイドにある
- ブレイクス・インターステート・パーク、パイク郡南東部とバージニア州南西部にある、「南部のグランドキャニオン」とも呼ばれる

## 人口動態

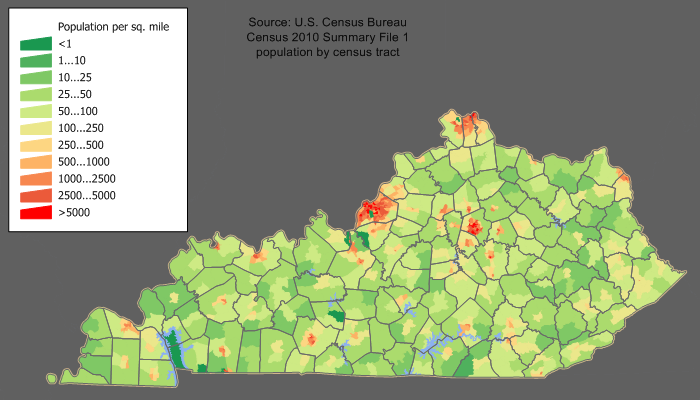
ケンタッキー州の人口密度図

2020年国勢調査時点では、ケンタッキー州の人口は4,505,836人で、2010年国勢調査時点（4,339,367人）より3.84%の増加となった。州全体の人口密度は43.8人/km2となっている。
,
ケンタッキー州の人口は国勢調査が始められて以来の10年毎に、毎回増加してきた。しかし20世紀の大半では州外への人口移動が起こっている。1900年以降、州内郡部では100万人以上が減少し、都市部では幾らか増加してきた。
2000年国勢調査でのケンタッキー州の人口重心はワシントン郡のウィリスバーグ市となっている。

### 人種及び祖先
2010年に州内で申告された祖先による人口構成比は以下の通りだった。
- 30.6% イギリス系
- 12.7% ドイツ系
- 10.5% アイルランド系
- 7.8% アフリカ系アメリカ人

人口の多いジェファーソン郡、オールダム郡、ファイエット郡、ブーン郡、ケントン郡、キャンベル郡ではドイツ系アメリカ人が最大構成要素となっている。スコットランド・アイルランド系アメリカ人やイギリス系アメリカ人は州全体に分布している。スコットランド・アイルランド系という区分があるので、アイルランド系と申告した者が多い。州南部には19世紀初期に多人種の開拓者集団が入っており、メランジャンと呼ばれることがある。
リッジトップ・ショーニー族などの集団が21世紀初期に非営利団体を組織し、州内のインディアン子孫の意識高揚を図っている。2000年国勢調査で、州内にインディアンと識別される人口は2万人 (0.49%) いた。2011年6月、チェロキー族のジェリー・"2フェザー"・ソーントンが、「2011年インディアン意識の旅」とよぶカヌー移動の集団を率い、ケンタッキー州ロチェスターのグリーン川を出発点に、オハイオ川を通ってヘンダーソンまで旅した。
アフリカ系アメリカ人は、南北戦争以前に主にブルーグラス地域に多く、州人口の4分の1に上っていたが、20世紀に減少し、その多くはグレート・マイグレーションの中で北部の工業都市に移転した。今日州内にいるアフリカ系アメリカ人の44.2%はジェファーソン郡に、52%はルイビル大都市圏に住んでいる。ジェファーソン郡の人口構成比では20%である。その他の州中部として、クリスチャン郡やフルトン郡があり、パデューカ市、ブルーグラス地域、レキシントン市も多い。最南東部の石炭鉱業町の幾つかには、構成比で5%から10%のアフリカ系アメリカ人が住んでいる。
2010年の国勢調査によると、この州の人種的な人口構成は次の通りだった
| 人種構成 (2010)            | 人種構成 (2010) |  |
| -------------------------- | --------------- |  |
| 白人（非ヒスパニック白人） | 86.3%           |  |
| アフリカ系アメリカ人       | 7.8%            |  |
| ヒスパニック系アメリカ人   | 3.1%            |  |
| アジア系アメリカ人         | 1.1%            |  |
| インディアン               | 0.2%            |  |
| 太平洋諸島系アメリカ人     | 0.1%            |  |

### 宗教

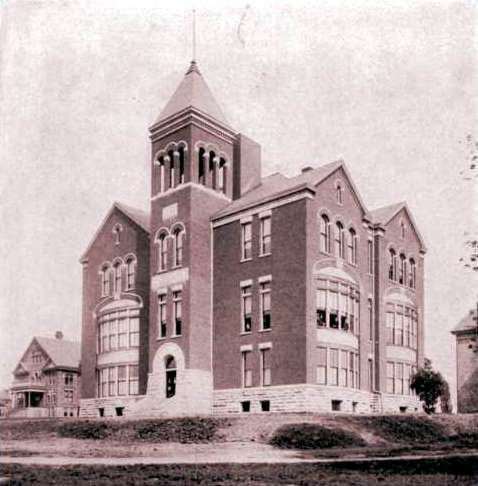
レキシントン神学校（当時はカレッジ・オブ・バイブル）、1904年

宗教的にケンタッキー州民の多くはプロテスタントである。この州の会派別信仰の状況は次の通りだった。
- キリスト教 –86%
  - プロテスタント –70%
    - バプテスト –35%
    - メソジスト –5%
    - ペンテコステ運動 –4%
    - チャーチ・オブ・クライスト –3%
    - ルーテル教会 –2%
    - 長老派教会 –2%
    - 他のプロテスタント –19%

  - ローマ・カトリック –15%
  - 他のキリスト教 –1%
- ユダヤ教 0.01%
- その他の宗教 –<1%
- 無宗教 –14%

今日のケンタッキー州には幾つかの神学校がある。ルイビル市にある南部バプテスト神学校は南部バプテスト連盟の主要神学校である。同じくルイビルにはルイビル長老派教会神学校もある。レキシントンにはディサイプルス・オブ・クライスト系のレキシントン神学校とバプテスト・ケンタッキー神学校がある。メソジスト系の多宗派神学校であるアズベリー神学校はウィルモアにある。これに加えて宗教系の大学も幾つかある。レキシントンのトランシルベニア大学はディサイプルス・オブ・クライスト系である。パイクビルのパイクビル大学は長老派教会系である。ルイビルにはカトリック系のベラーミン大学とスポルディング大学がある。オーエンズボロにはユナイテッド・メソジスト教会系のケンタッキー・ウェズレヤン・カレッジとカトリック系のブレシア大学がある。ウィルモアには神学校とは別にアズベリー大学があり、クリスチャン・カレッジ・コンソーシアムの系列である。ウィリアムズバーグのカンバーランド大学、キャンベルスビルのキャンベル大学、ジョージタウンのジョージタウン大学、メイフィールドのミッドコンティネント大学は全て南部バプテスト協議会との繋がりがある。
ルイビルにはアメリカ長老派教会の本部と印刷所がある。ルイビルにはイスラム教徒 とユダヤ教徒の数も多い。

## インディアン部族

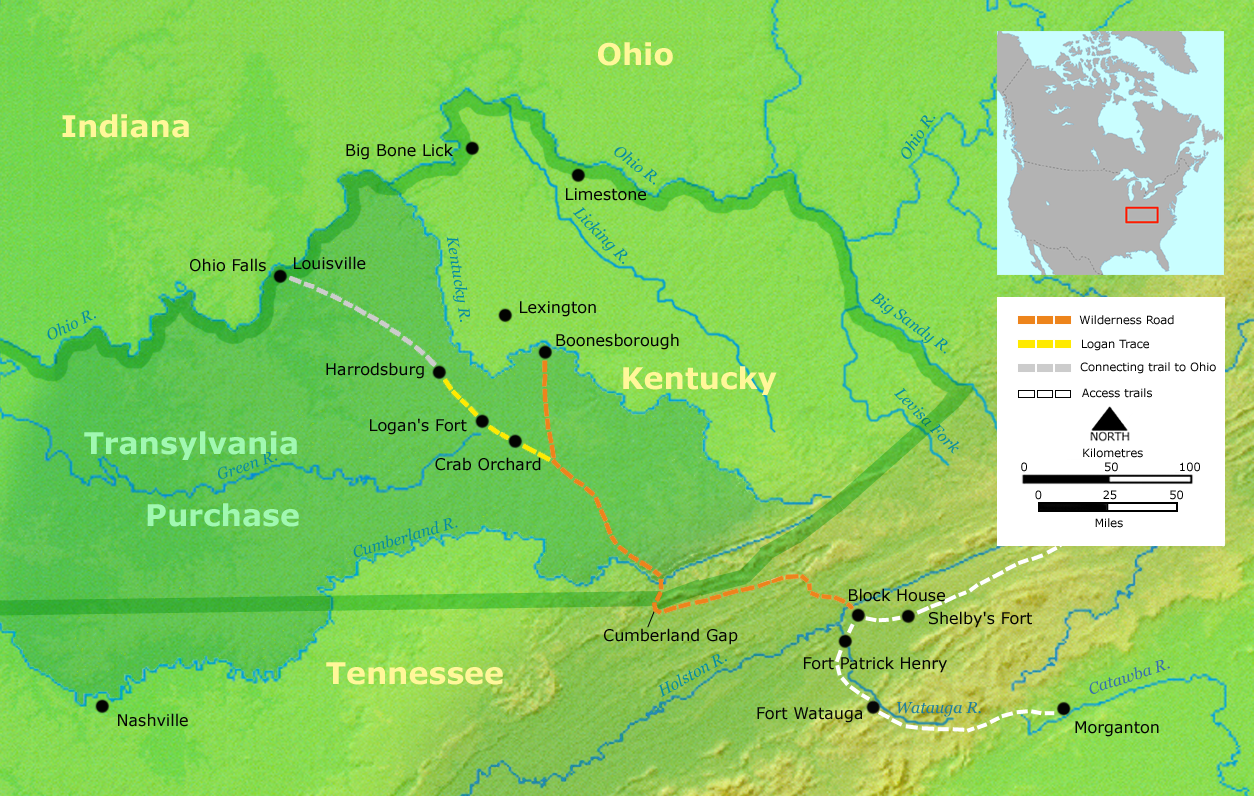
同州西部のトランシルベニア入植地域は、「トランシルベニア土地会社」によってチェロキー族から「購入」されていった

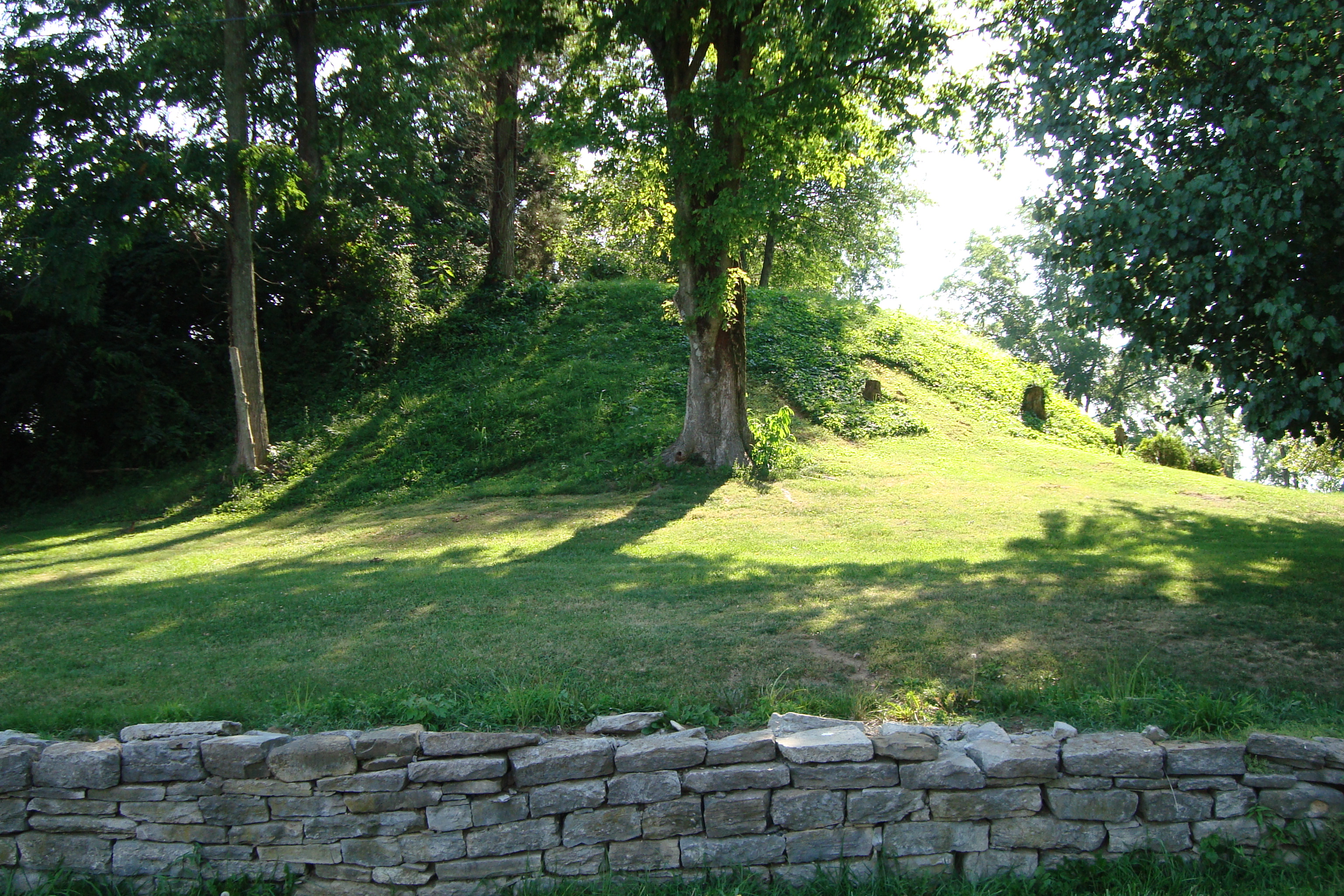
マウンドヒルにあるインディアンの巨大墳墓

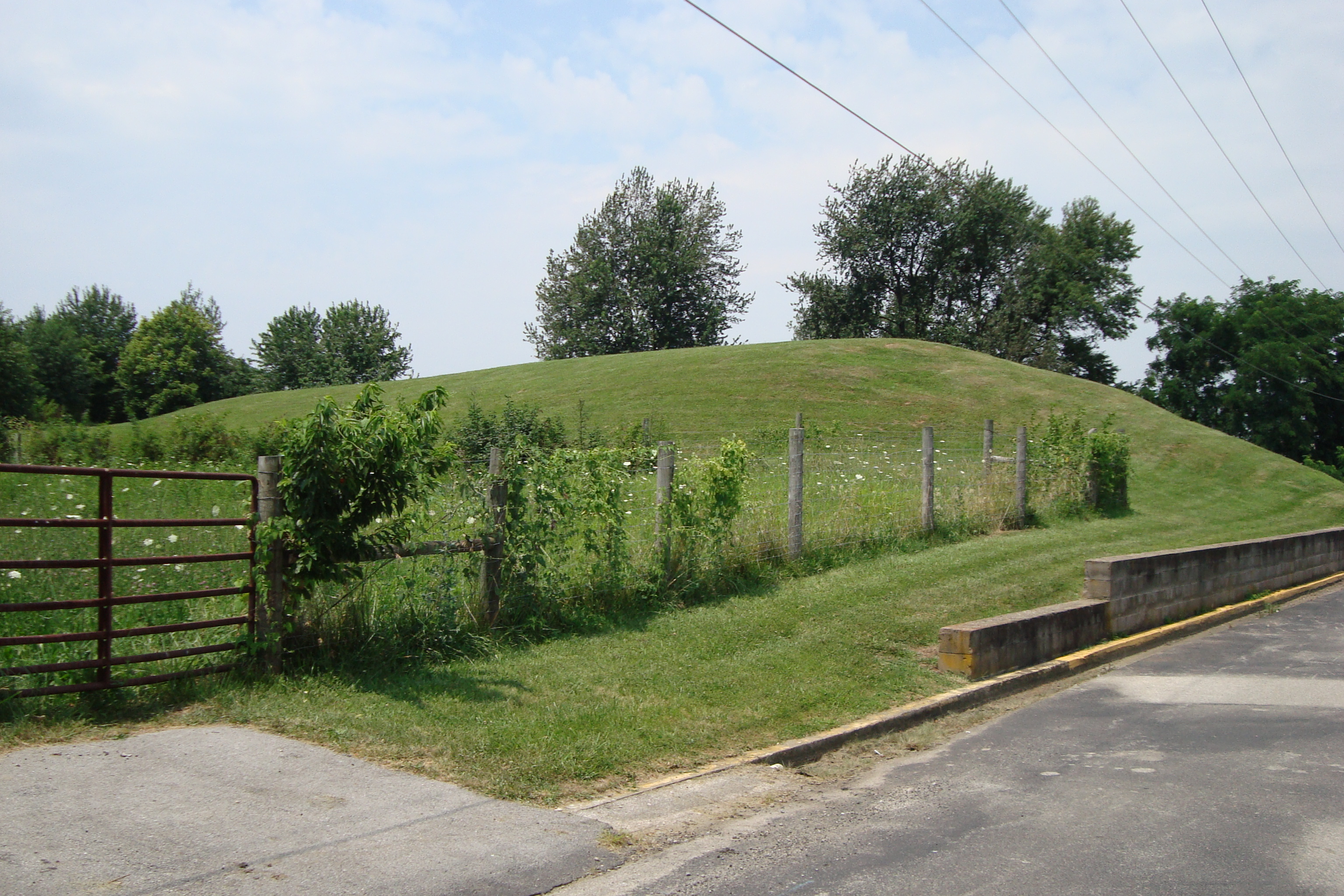
ガイツキルに残るインディアンの巨大墳墓

ケンタッキー州一帯には先史時代に築かれたインディアンの巨大墳墓群が各所に残っており、大規模なものではグリーナップ郡の「ビッグス・サイト」がよく知られる。
ケンタッキー州にはチェロキー族、チカソー族、モソペレア族、ショーニー族、ユチ族などのインディアン部族が定住し、農耕生活を営んでいた。また、イリニ族、マイアミ族、イロコイ族、デラウェア族なども狩猟遠征地としていた。
白人入植者とインディアンたちとの土地を巡る争いは、最大級のものとして「チカマウガ戦争」（1776年〜1794年）として同州にも及んだ。チェロキー族の「ツィユグンシニ（ドラーギング・カヌー）酋長」は、チカソー族やショーニー族と連合し、入植政府と20年に渡る戦いを率いた。ケンタッキー州の西部分は、18世紀に「トランシルベニア土地会社」によってチェロキー族から徐々に「購入」され、「トランシルベニア入植地域」となっていった。1775年に、白人の土地仲買人たちがチェロキー族から「トランシルベニア入植地域」の土地を騙し盗り、「トランシルベニア土地会社」に売り飛ばした。この際に、ドラーギング・カヌー酋長は土地仲買人たちに、「お前らは公平に土地を買ったつもりだろうが、晴れたつもりのその土地の上には雲が掛かっている。そこに入植すればそこは暗く血塗られたものになるだろう」と警告した。この「暗い血塗られた土地」とは彼らの言葉で「Kain-tuck-ee（Ganda-giga'i）」、すなわち「ケンタッキー」の語源となったという説がある。
アンドリュー・ジャクソン大統領はインディアンの民族浄化政策として1830年に「インディアン移住法」を制定し、この州のインディアン部族をオクラホマ州に強制移住させた。これを拒否して残ったインディアンたちのうち、現在、チェロキー族、ショーニー族が部族再公認を要求しているが、アメリカ政府は彼らを「絶滅部族」として公式に承認しておらず、保留地（Reservation）を領有出来ないでいる。
| ≪アメリカ連邦政府に公式認定を要求中の部族≫ - 「チェロキー族」 - 「黒い狼の氏族」 - 「ケンタッキー・チェロキー族」 - 「リッジトップ・ショーニー族」 - 「南チェロキー族」 | ≪ケンタッキー州政府から公式認定されている部族≫ - 「南チェロキー族」 |

### インディアン・カジノ
現在、ケンタッキー州で営業されている「インディアン・カジノ」は一軒もない。2009年6月、同州のスティーヴ・ベシア知事は競馬業界活性のため、競馬場にカジノを合法化し併営させる計画を発表しており、状況次第では部族カジノに道が開かれる可能性がある。

## 郡と主要な都市及び町

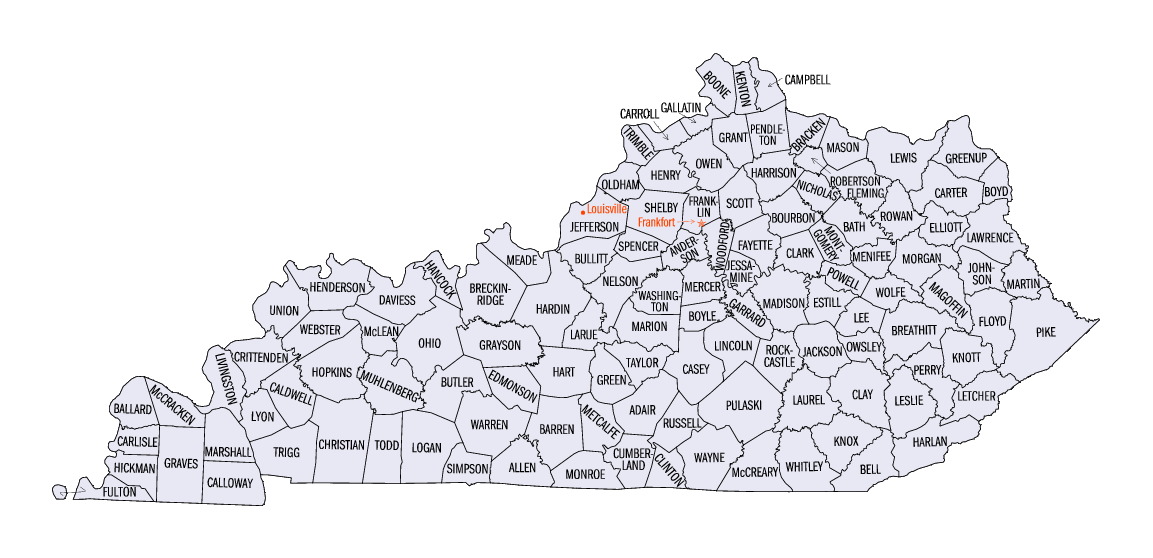
ケンタッキー州の郡配置図

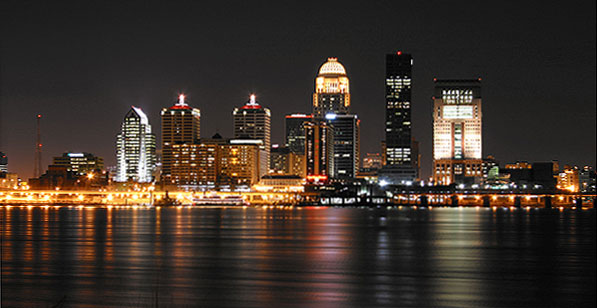
ルイビル市、人口最大の都市であり、都市圏人口は130万人

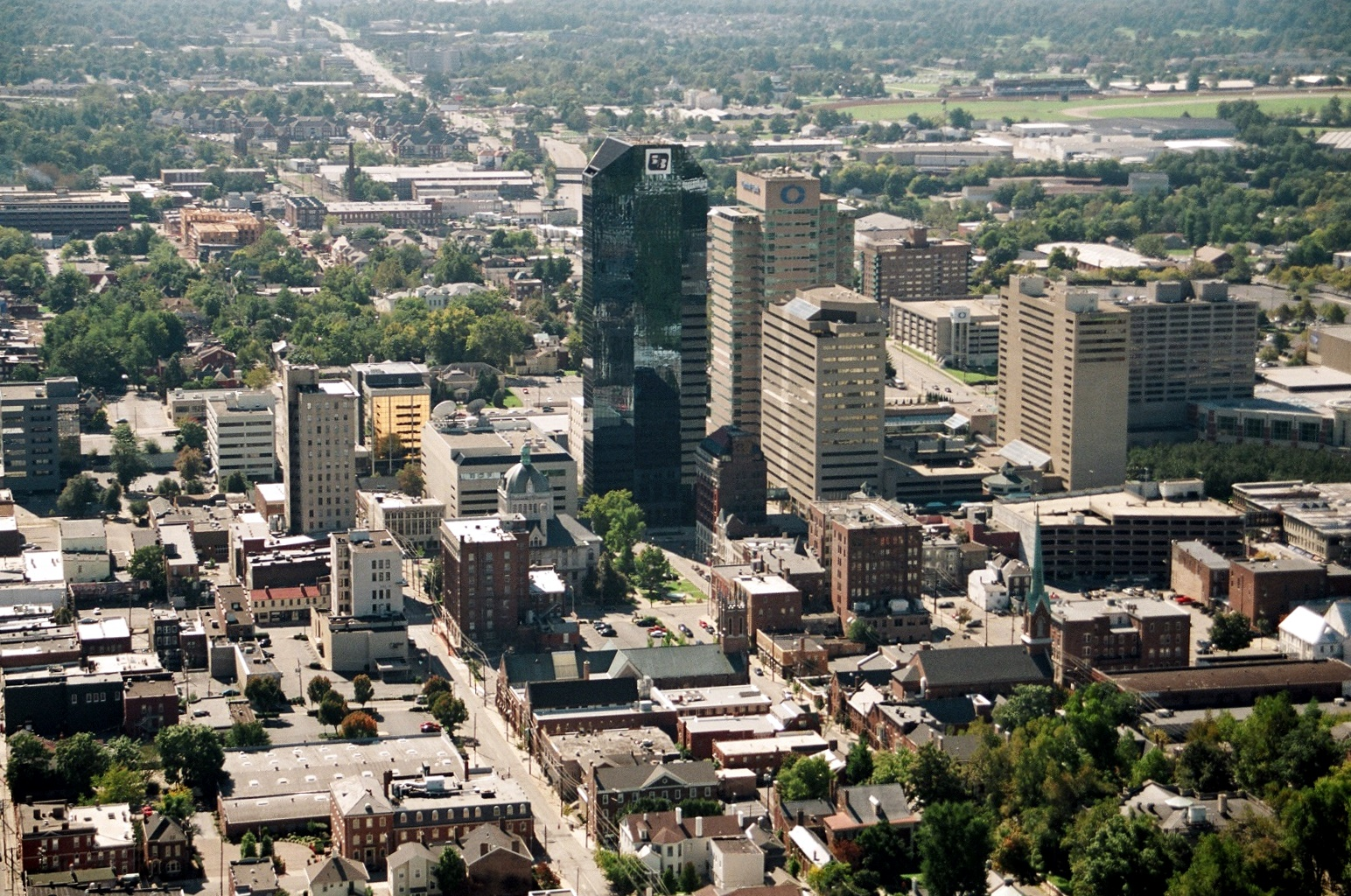
レキシントン市、州内第2の都市、都市圏人口は50万人

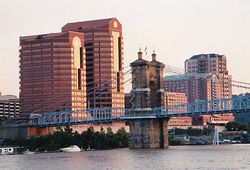
コビントン市、州北部で最大の都市

### 郡
ケンタッキー州は120の郡に分割されており、陸地面積で最大の郡はパイク郡（787.6平方マイル、2,041 kmkm2）である。人口最大の郡はジェファーソン郡であり、この郡はルイビル・メトロの範囲に一致し、その人口は2020年国勢調査時点で 782,969人だった。
郡政府は1891年ケンタッキー州憲法に規定され、郡の行政府長として機能する郡執行役がおり、フィズカルコートと呼ばれる立法府がある。立法府には司法権が無い。

### 統合市郡
州内で人口の多い郡であるジェファーソン郡とファイエット郡は、最大の都市と郡が統合された形を採っている。ルイビル市・ジェファーソン郡政府（ルイビル・メトロ）とレキシントン市・ファイエット都市型郡政府（レキシントン・メトロ）では、市政委員会と郡政委員会が1つに統合され、それぞれメトロ・メイヤーおよびアーバンカウンティ・メイヤーと呼ばれる一人の市長が治めている。これらの郡は州の小区分としての位置づけでは変わらないが、元の市と郡の全体を表すときには、それぞれルイビルおよびレキシントンと呼ばれている。

### 都市と町
| 順位 | 都市                 | 人口（2020年） | 人口（2010年） | 増減（%） |
| ---- | -------------------- | -------------- | -------------- | --------- |
| 1    | ルイビル             | 633,045        | 566,503        | +11.75    |
| 2    | レキシントン         | 322,570        | 295,803        | +9.05     |
| 3    | ボーリンググリーン   | 72,294         | 58,067         | +24.50    |
| 4    | オーエンズボロ       | 60,183         | 57,265         | +5.10     |
| 5    | コビントン           | 40,961         | 40,640         | +0.79     |
| 6    | ジョージタウン       | 37,086         | 29,098         | +27.45    |
| 7    | リッチモンド         | 34,585         | 31,364         | +10.27    |
| 8    | フローレンス         | 31,946         | 29,951         | +6.66     |
| 9    | エリザベスタウン     | 31,394         | 28,531         | +10.03    |
| 10   | ホプキンスビル       | 31,180         | 31,577         | -1.26     |
| 11   | ニコラスビル         | 31,093         | 28,015         | +10.99    |
| 12   | インディペンデンス   | 28,676         | 24,757         | +15.83    |
| 13   | フランクフォート     | 28,602         | 25,527         | +12.05    |
| 14   | ジェファーソンタウン | 28,474         | 26,595         | +7.07     |
| 15   | ヘンダーソン         | 27,981         | 28,757         | -2.70     |
| 16   | パデューカ           | 27,137         | 25,024         | +8.44     |

ケンタッキー州の最大都市及び成長の早い郡の多くは、ほとんどブルーグラス地域内のゴールデン・トライアングルと呼ばれる地域に集中している。ただしペニーロイヤル高原内のハーディン郡、ミード郡及びラルー郡は例外である。
ルイビル・メトロの人口は782,969人であり、これはジェファーソン郡の人口である。国勢調査局の集計方法によりルイビル市の人口は633,045人となっている。この数字は、ジェファーソン郡内にあって、2003年の統合以前に未編入領域であるかルイビル市内に入っていた部分のものである。2020年時点でルイビル広域都市圏人口は1,512,133人、うちケンタッキー州内の人口は1,218,336人で、これは州全体の人口の1/4以上である。2000年以降に増加した州人口の内、1/3以上はこのルイビル広域都市圏のものである。さらに州内で豊かな場所上位28傑がジェファーソン郡内にあり、120郡の中で豊かな郡15郡の内7郡がルイビル広域都市圏内にある。
州内第2の都市レキシントン市の人口は2020年時点で322,570人であり、フランクフォート市及びリッチモンド市を含む広域都市圏全体の人口は746,045人となっている。北部ケンタッキー地域（シンシナティ広域都市圏に含まれるケンタッキー州の7つの郡）は、人口454,783人（2020年国勢調査）を数える。これらルイビル、レキシントン、及び北部ケンタッキーの大都市圏の人口は合計2,419,164人で、州の総人口の53.7%に及ぶ。
ケンタッキー州内で成長が著しい都市部は、他に、ボーリンググリーン地域及びトライ・シティ地域（Tri Cities Region）の2つがある。トライ・シティ地域は、ケンタッキー州南東部のサマセット、ロンドン、及び、コービンから構成される。
州北東部ではアシュランド大都市圏が交通、製造、医療の分野で重要な中心地となっている。鉄鋼と石油の生産、さらには鉄道や艀を使った石炭の輸送が昔から地域経済の柱になってきた。製造業の衰退によって、1990年以降、アシュランドはかなり人口を減らした。しかしその後は医療サービス産業が大きな役割を果たすようになって安定してきた。2020年国勢調査時点でのアシュランドの市域人口は21,625人である。ボイド郡やグリーナップ郡を含むアシュランド地域は、ウェストバージニア州とオハイオ州に跨るハンティントン・アシュランド大都市圏に属している。2020年時点の都市圏人口は 359,862人（うちケンタッキー州内は110,850人）であった。
陸地面積で最大の郡はパイク郡であり、パイクビル市と郊外部のコールランビレッジがある。この郡と周辺地域は、小都市圏や大都市圏に指定されていない地域として、州内で最も人口の多い地域である。フロイド郡、マーティン郡、レッチャー郡およびウェストバージニア州のミンゴ郡を加えた5郡で人口は15万人を超える。パイク郡のみでは58,669人である。
州都フランクフォート市は28,602人と小型であり、アメリカ合衆国50州の州都の中では第47位である。

## 政治と法律
ケンタッキー州は、正式名称にコモンウェルス（Commonwealth of Kentucky）をつける国内4州の1つである。これは、母体となったバージニア州がコモンウェルスを使っていたことによる。この言葉に特別の意味はなく、人民の総体的福祉のために統治を行う場所として、イギリス領との違いを強調するために選ばれた。日本語では他州と同じく「州」と訳す。
コモンウェルスという言葉は、州昇格のために1786年から1792年に提出された市民の請願書で使われており、また1850年に採択されたケンタッキー州憲法にも使われた。さらには1834年に出版された州の歴史書表題に使われ、その中でバージニア州とケンタッキー州に言及した多くの箇所で使われている。
ケンタッキー州は奇数年に州役人の選挙を行う、国内5州の1つである。4年毎のアメリカ合衆国大統領の選挙年の前年に、ケンタッキー州の選挙が行われる。最近の州知事選挙は2019年だった。

### 行政府

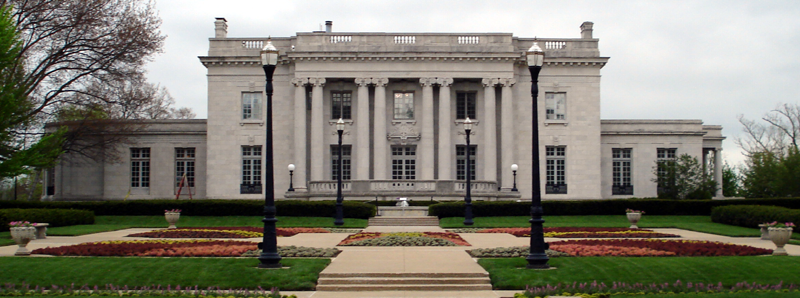
フランクフォート市にある州知事官邸

行政府の長が州知事であり、州の長と政府の長を兼ねている。副知事は州知事の内閣に入っているかという事実によって行政権限を持たないことがある。現行憲法下では、州知事が執務不可能となった場合のみに副知事が知事職に就く（1992年までは、知事不在の場合に副知事が職務代行になっていた）。知事と副知事は通常1つの組み合わせで選挙に出馬する（これも1992年の憲法修正から）。任期は4年間である。現職知事は民主党のアンディ・ベシア。
憲法に規定される他の選挙で選ばれる役人としては、州務長官、検事総長、公会計監査官、州財務官、農務長官がいる。2023年時点の州務長官は、共和党のマイケル・アダムズである。検事総長は州の検事長、警察長官、法務官であり、2023年時点の現職は共和党のダニエル・キャメロンである。

### 立法府
ケンタッキー州の立法府は両院制である。

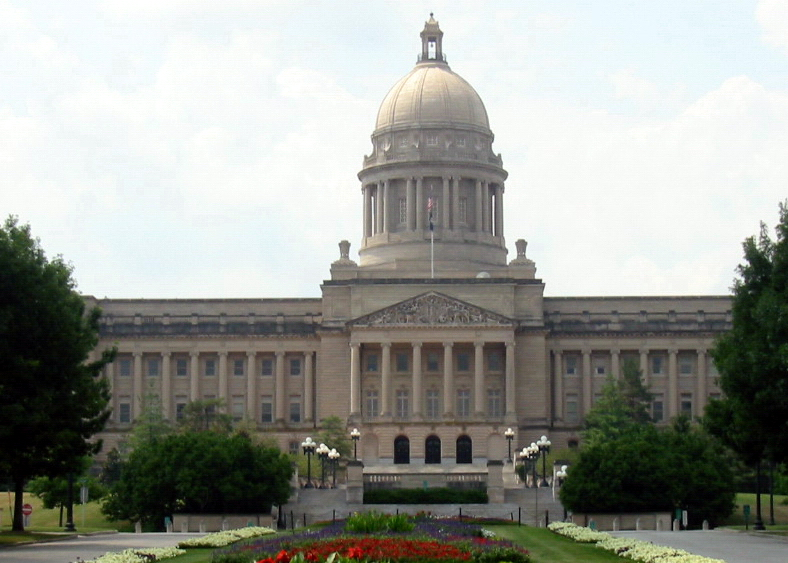
フランクフォート市にあるケンタッキー州会議事堂

上院は定数38。2023年時点の上院議長は、共和党のロバート・スティバーズである。
下院は定数100。2023年時点の下院議長は、共和党のデービッド・オズバーンである。

### 司法府
ケンタッキー州の司法府は、ケンタッキー州裁判所と呼ばれている。地区裁判所と呼ばれる権限制限付き裁判所、巡回裁判所と呼ばれる一般司法権裁判所、薬物裁判所や家庭裁判所のような特定目的裁判所、控訴裁判所と呼ばれる中間審査裁判所、および最終審であるケンタッキー州最高裁判所で構成されている。
裁判所の長は州裁判所長官である。指名によって就任する連邦裁判官とは異なり、ケンタッキー州の判事は州民による無党派選挙で選ばれている。

### 連邦政府への代表

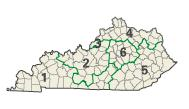
ケンタッキー州選出アメリカ合衆国下院議員選挙区図

ケンタッキー州選出のアメリカ合衆国上院議員は、上院院内総務のミッチ・マコーネルとランド・ポールであり、どちらも共和党員である。下院議員については州内を6つの選挙区に分けている。2012年時点で共和党員4人、民主党員2人を送り出している。
司法関係は連邦政府地区裁判所のケンタッキー州東地区と西地区の2地区に分けられている。控訴案件はオハイオ州シンシナティ市にある第6控訴巡回裁判所で審問される。

### 州法
ケンタッキー州の法体系は1942年に法制化されたケンタッキー州改訂州法があり、州法全体を体系化し明確化するようにしてある。州法は地方警察、保安官と副保安官、コンスタブルと呼ばれる警官とその副官によって執行される。これらの者が警察学校を修了していない場合は、東ケンタッキー大学キャンパスにあるケンタッキー州刑事司法省訓練センターで訓練課程を完了することが求められている。さらに1948年、ケンタッキー州議会がケンタッキー州警察を創設し、その司法権が州全体に与えられた38番目の州となった。
ケンタッキー州は凶悪な殺人事件について死刑を認めている36州の1つである。1998年3月31日以降に死刑判決を受けた者は薬物注入によって必ず処刑されている。この日付以前の死刑判決を受けた者は電気椅子を選択できる。アメリカ合衆国最高裁判所が1876年にこの制度再度導入してから、州内で刑を執行されたのは3人に過ぎない。州内で最も注目された処刑は1936年8月14日にレイニー・ベセアに対して行われたものだった。ベセアはリシア・エドワーズに対する強姦と殺人の罪で、オーエンズボロで公開の絞首刑に処された。この刑執行が規則にないものだったことから、アメリカ合衆国においては最後の公開処刑となった。
公共資産において「十戒」を提示することに関する議論で、ケンタッキー州は最前線に立ってきた。2005年、「マクリアリィ郡対ケンタッキー州米国自由人権協会事件」において、アメリカ合衆国最高裁判所は第6控訴巡回裁判所の判決を支持し、マクリアリィ郡ウィットリー裁判所で十戒を提示することは違憲であると裁定した。同年後半に、リチャード・フレッド・サーハインリヒ判事は、「ケンタッキー州米国自由人権協会対マーサー郡事件」に関して第6控訴巡回裁判所に文書を送り、メイフラワー誓約、アメリカ独立宣言、十戒、マグナ・カルタ、星条旗 (国歌)、国のモットー（神を信ずる）を含め、マーサー郡庁舎に提示することができると記した。2008年の調査では、ケンタッキー州最高裁判所の判断は、他州で追従されないので、最も影響力に乏しい最高裁判所だということになっている。
ケンタッキー州は、特に周辺の州と比較して、政治家立候補者の年齢に関して異常なほど厳しい法を制定していることで知られている。その起源は不明であるが、コモンウェルスの伝統と関係があると言われている。

### 政治
| 年     | 共和党           | 民主党         |
| ------ | ---------------- | -------------- |
| 2016年 | 62.54% 1,202,942 | 32.69% 628,834 |
| 2012年 | 60.49% 1,087,190 | 37.80% 679,370 |
| 2008年 | 57.37% 1,048,462 | 41.15% 751,985 |
| 2004年 | 59.55% 1,069,439 | 39.69% 712,733 |
| 2000年 | 56.50% 872,492   | 41.37% 638,898 |
| 1996年 | 44.88% 623,283   | 45.84% 636,614 |
| 1992年 | 41.34% 617,178   | 44.55% 665,104 |
| 1988年 | 55.52% 734,281   | 43.88% 580,368 |
| 1984年 | 60.04% 822,782   | 39.37% 539,589 |
| 1980年 | 49.07% 635,274   | 47.61% 616,417 |
| 1976年 | 45.57% 531,852   | 52.75% 615,717 |
| 1972年 | 63.37% 676,446   | 34.77% 371,159 |
| 1968年 | 43.79% 462,411   | 37.65% 397,541 |
| 1964年 | 35.65% 372,977   | 64.01% 669,659 |
| 1960年 | 53.59% 602,607   | 46.41% 521,855 |

政治に関する限り、ケンタッキー州は昔から激戦州であり、幾らか民主党寄りであるが、「ソリッド・サウス」の中には決して入らなかった。2006年時点で、州内有権者の57.05%が民主党に登録し、36.55%が共和党に、6.39%がその他の政党に登録していた。このような事実があるにも拘わらず、連邦政府には共和党候補者を支持することが多い。
1964年から2004年のアメリカ合衆国大統領選挙では、全国の当選者をケンタッキー州は選んできた。しかし2008年と2012年の選挙では共和党候補者を支持し、当選者を占う州としての位置づけを失った。
最近の民主党大統領候補者は全て南部出身であり、ケンタッキー州も彼等を支持してきた。1964年のリンドン・B・ジョンソン（テキサス州）、1976年のジミー・カーター（ジョージア州）、1992年と1996年のビル・クリントン（アーカンソー州）である。大統領選挙になると共和党支持の傾向が強く、2000年から4回続けて2桁以上の支持率差を付けた。州やその下の地方レベルでは民主党が支配的である。
| 政党別有権者登録数、2010年6月26日 | 政党別有権者登録数、2010年6月26日 | 政党別有権者登録数、2010年6月26日 |
| 政党                              | 有権者登録数                      | 構成比                            |
| --------------------------------- | --------------------------------- | --------------------------------- |
| 民主党                            | 1,619,391                         | 57%                               |
| 共和党                            | 1,052,902                         | 37%                               |
| その他                            | 189,499                           | 7%                                |
| 合計                              | 2,861,792                         | 100%                              |

## 経済

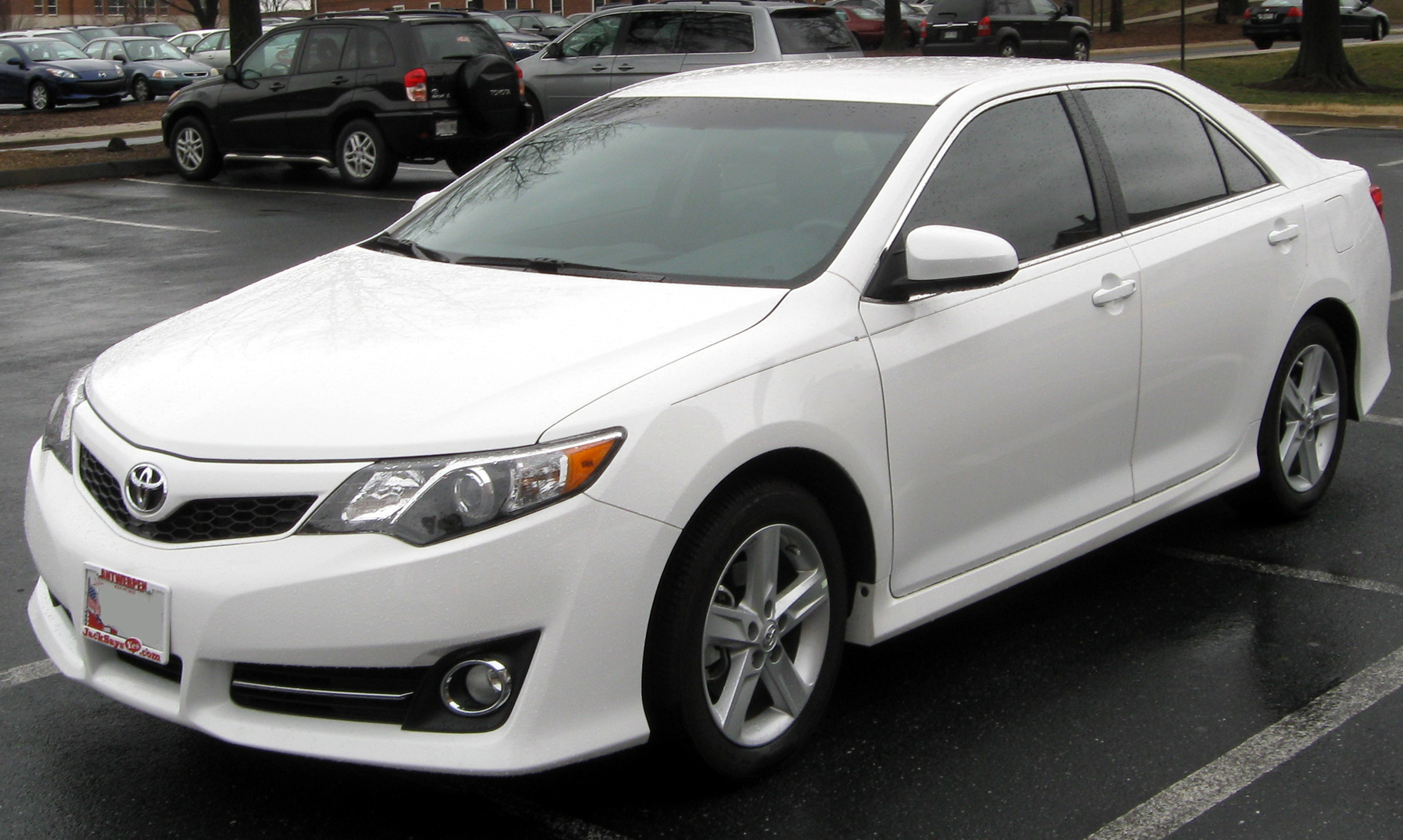
アメリカ合衆国で最多販売車となったトヨタ・カムリ、ケンタッキー州ジョージタウンで生産された

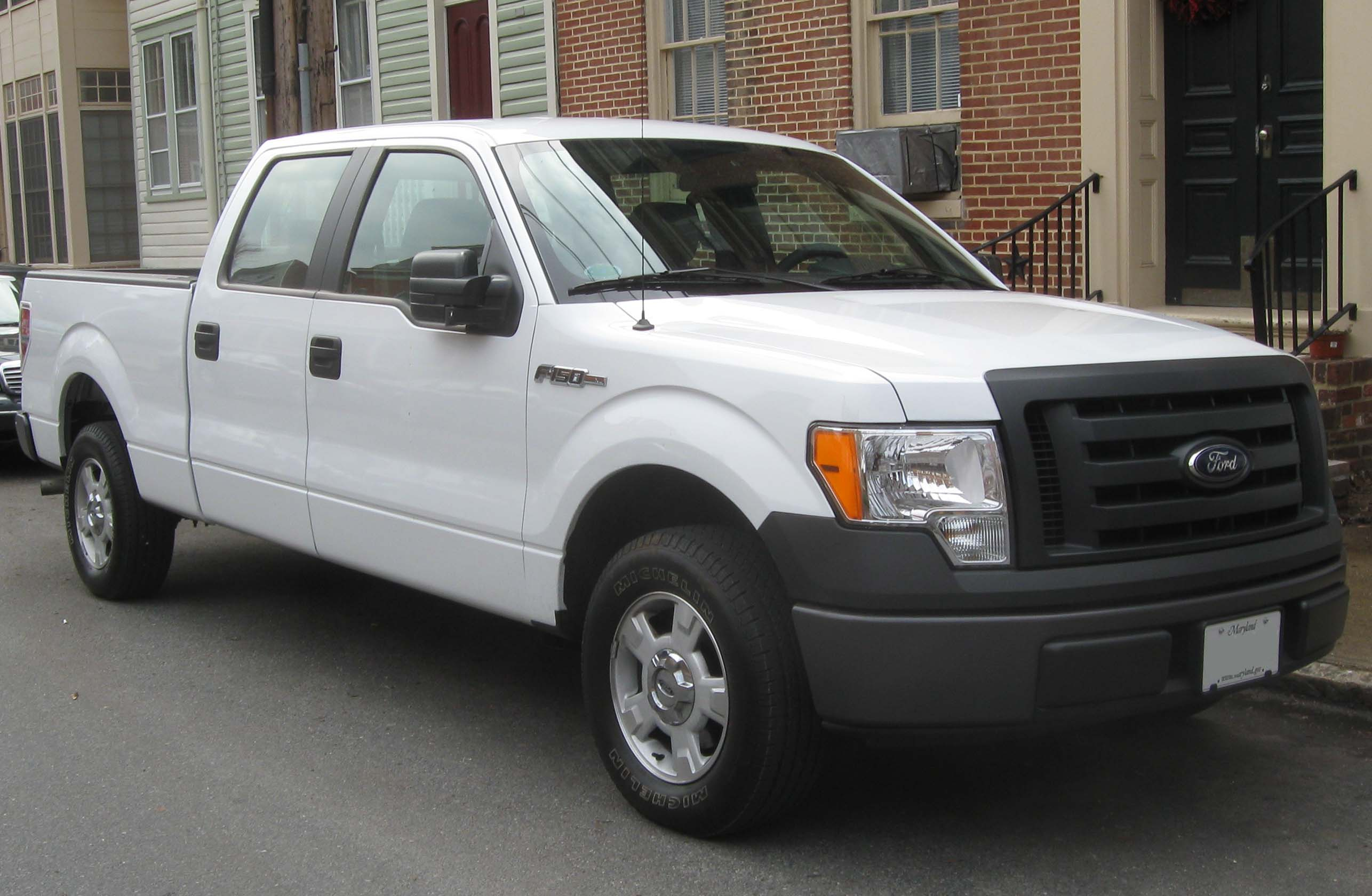
アメリカ合衆国で最多販売車となったトラックのフォード・Fシリーズ、ルイビルで生産された

ケンタッキー州の歴史の初期にはその農業に適した条件で認知されていた。アメリカ合衆国では最初の商業的ワイン製造所ができた場所であり（1799年、ジェサミン郡で始まった）、ブルーグラス地域の土壌はカルシウムを豊富に含んでいたことから馬の飼育（後には競走馬）で中心地となった。今日のケンタッキー州は山羊の生産で国内第5位、肉牛の生産で国内第8位、トウモロコシでは同第14位である。
今日、ケンタッキー州の経済は非農業分野でも重要性を増し、特に自動車の製造、エネルギー燃料生産、医療設備が重要である。2010年時点で、アメリカ合衆国で生産される電力の24%は、パデューカ気体拡散プラントからの濃縮ウラン燃料棒（国内唯一の低品質ウラン濃縮プラント）、あるいは州内2つの炭田で生産される107,336トンの石炭（国内電力の4%に相当）から得られている。
自動車とトラックの組み立て完了数では国内第4位である。シボレー・コルベット、キャデラック・XLR（2004年-2009年）、フォード・エスケープ、フォード・スーパーデューティートラック、フォード・エクスペディション、リンカーン・ナビゲーター、トヨタ・カムリ、トヨタ・アバロン、トヨタ・カムリソラーラ、トヨタ・ヴェンザが州内で組み立てられている。
2010年5月、床面積90万平方フィート (84,000 m2) と州内最大のオフィスビルである陸軍人的資源研究施設が、フォートノックスでオープンした。ここでは4,300人近い軍人と民間人を雇用している。
2010年の州内総生産高は1,633億米ドルであり国内第28位だった。一人当たりの収入は28,513米ドルであり、アメリカ合衆国内で43番目に位置する。2012年7月時点での失業率は8.3%だった。
ケンタッキー州の農業生産品は馬、牛、タバコ、乳製品、豚、大豆、及びトウモロコシである。産業生産品は輸送設備、化学製品、電気設備、機械、食品加工、タバコ製品、石炭であり、観光業も盛んである。

### 主な会社など
ケンタッキー州に本拠地のある企業には以下のようなものがある。
- ケンタッキーフライドチキン

2025年、本社機能をルイビルからテキサス州プレイノに移転すると発表した。
- レックスマークインターナショナル （Lexmark International co., Ltd)

日本ではあまり知られていないが、欧米では有名なプリンター製造会社であるレックスマークの本社がレキシントンにある。
- メーカーズ・マーク (Maker's Mark)

日本でも著名なバーボン・ウイスキーを製造しているメーカーズマークの本社がレキシントンにある。
- ヒラリック&ブラズビー (Hillerich & Bradsby co)

日本では「ルイスビル・スラッガー」の呼称でも知られる（本来、Louisvilleの"s"は発音しないが、日本の輸入代理店の表記が「ルイスビル」だった為この呼称が定着した）野球用バットの「ルイビルスラッガー (Louisville Slugger) 」ブランドなどを展開するルイビルに本社を置くスポーツ用品メーカー。
特に先述の「ルイビルスラッガー」ブランドのバットは、野球殿堂入り選手の8割、現役メジャーリーガーの6割が使用しており、アメリカ最大手のバットブランドである。
尚、日本では「ルイ(ス)ビルスラッガー社」という表記も見られるが、「ルイビルスラッガー」はあくまでもヒラリック&ブラズビー社のブランド名の一つなので誤り。

### 現地に進出している日本企業
- トヨタ自動車 - カムリなどを生産。
- 曙ブレーキ工業 - 自動車用ディスクブレーキ、ドラムブレーキ、ブレーキパッドを生産。
- 愛三工業 - 自動車用スロットルボディ、キャニスタ、燃料ポンプモジュールを生産。

### 税
個人の所得税は2%から6%までの6段階累進課税制である。消費税は6%である。資産税は分類された体系に基づいて課税されている。憲法で免除されていない限り、州によって課税されるが、課税率は様々である。これら分類の多くは地方政府による課税からは外されている。地方税の対象となる分類の中で3つはケンタッキー州議会、1つはケンタッキー州最高裁判所、残りは地方税の課税率が適用され、地方税には地方課税団体の税率と住民投票によって決められた税率とがある。固定資産は市場価格で100%評価され、資産は12月31日付けのものである。資産税はかつて州と地方政府の主要財源だったが、現在ではケンタッキー州の一般会計の約6%に過ぎない。
2006年1月1日まで、毎年納税者が所有する無形資産にも課税されていた。これは下院法案第272で撤廃された。無形資産は価値があるとされる資産あるいは投資、さらには価値を生む権利からなっていた。例えば、債権、手形、小売り買い戻し契約、売掛金勘定、信託金、不動産販売の拘束力ある契約、現金、貸金庫の現金、年金、不動産の利潤、株主に対する貸し金、およびコマーシャル・ペーパーなどが含まれた。

### 州政府が提唱するスローガン
ケンタッキー州政府は、南部の心の温かさという概念に基づいて州内により多くの人々を惹き付けようと期待し、「こんなに友好的」（"It's that friendly"）というスローガンを提唱していた。この動きは失敗も成功にもならなかった。このスローガンは南部の価値を強調しようと意図されたが、州民はそれが陳腐で非効率だと考えて拒否した。このスローガンでは観光客を増やさないし、期待通りに行かないことも直ぐに分かった。州政府は、ケンタッキー州全体を表し、さらにブルーグラス地域への観光を奨励する別のスローガンを作ろうと決めた。
元州知事のアーニー・フレッチャーは包括的なブランド化キャンペーンを始め、州の広告予算である1,200ないし1,400万ドルを効果的に使おうと考えた。その結果で生まれた「自由奔放な精神」（"Unbridled Spirit"）ブランドが、ケンタッキー州を本拠にする広告宣伝会社であるニューウェストとの50万ドルの契約で生み出された。フレッチャー政権は公共および民間部門でこのブランドを積極的に売り出した。その時以降、州境地域にある「ケンタッキー州にようこそ」という看板に、「自由奔放な精神」が加えられるようになった。

## 交通

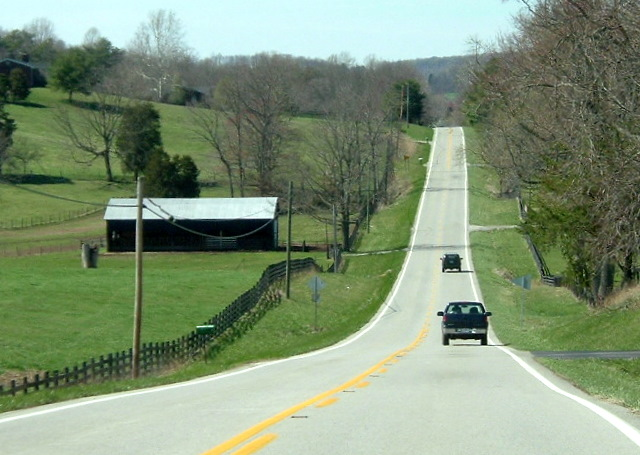
延長464マイル (747 km) のケンタッキー州道80号線は州内最長の道路である。写真はサマセットの西

- 州内の空港
  - ルイビル国際空港 (SDF)

### 道路
州内を5本の州間高速道路が通っている。州間高速道路75号線、同71号線、同64号線、同65号線、同24号線である。これには9本のパークウェイと3本のバイパス路が加わる。パークウェイは有料道路として建設されたが、2006年11月22日、州知事アーニー・フレッチャーが、最後まで残っていた有料道路であるウィリアム・H・ナッチャー・パークウェイとオーデュボン・パークウェイの料金徴収を止めさせた。料金所は解体された。
この有料道路の終了は予定より7か月ほど先行して行われ、州内交通の発展を促すものとして合意が得られていた。2007年、州内の州間高速道路で最高速度制限を65マイル/時 (105 km/h) から70マイル/時 (110 km/h) に挙げる法が執行された。
州内主要都市にはグレイハウンドのバス便が運行されている。

### 鉄道

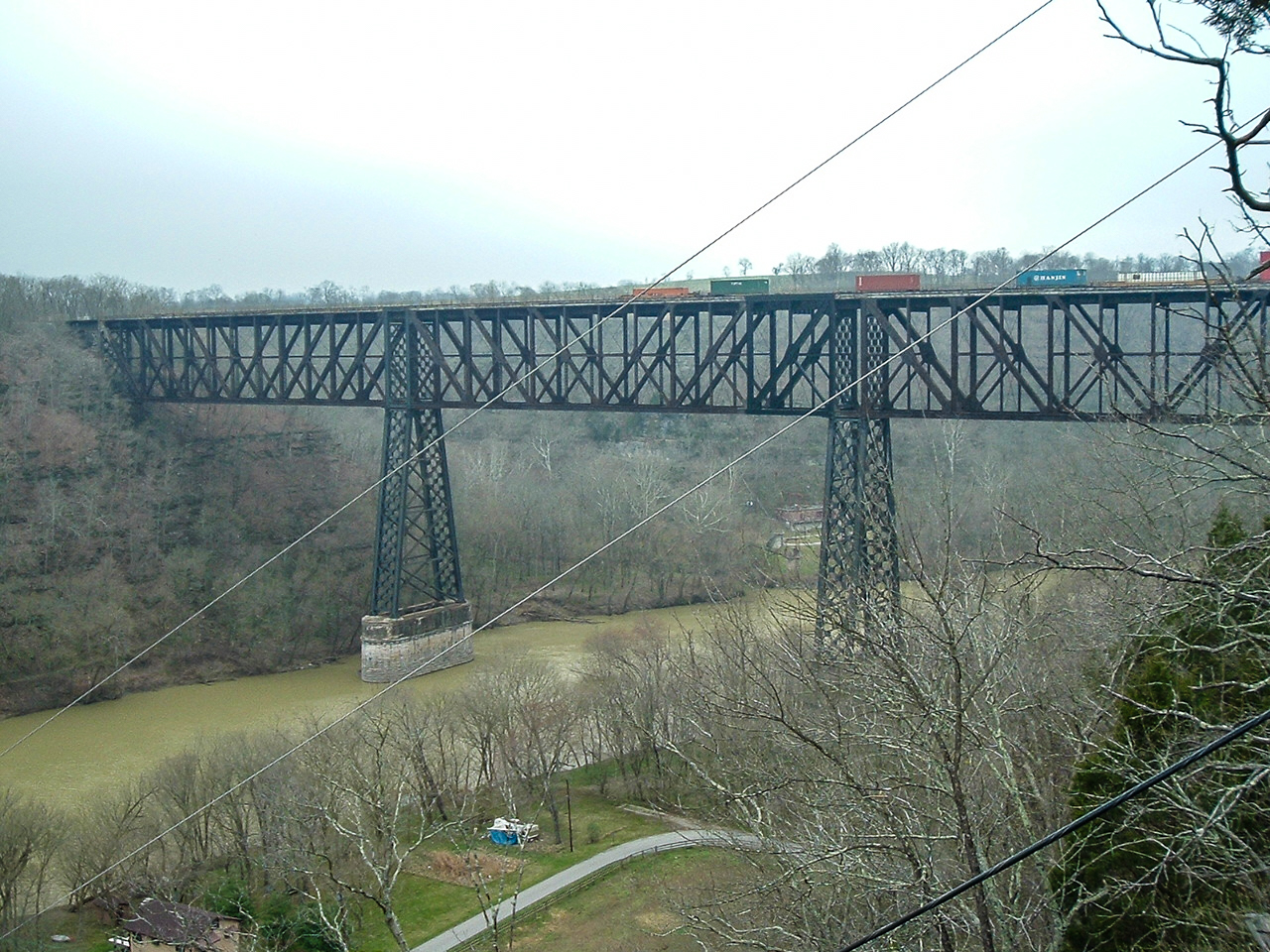
ケンタッキー川にかかるハイブリッジ、長さ343m・高さ84mで1877年に完成したときは世界で最も高い鉄道橋だった

全国的な旅客鉄道体系の会社であるアムトラックが、アシュランド、サウスポーツマス、メイズビル、フルトンに停車駅を持っている。列車のカーディナル号とシティ・オブ・ニューオーリンズ号が運行されている。北部ではシンシナティ美術館ユニオン駅でカーディナル号を利用できる。この美術館はオハイオ川を渡ったシンシナティ市にある。
2004年時点で州内には総延長2,640マイル (4,250 km) の路線があり、その約65%はCSXトランスポーテーションが運行している。石炭が最大量の貨物であり、積載量で76%、搬送量で61%になる。
バーズタウンはMy Old Kentucky Dinner Trainと呼ぶ観光列車を運行している。1987年にCSXから購入した全長20マイル (32 km) の路線である。乗客は、バーズタウンからライムストーンスプリングスを往復する2時間半の間に、4コースの食事を楽しむことができる。近くのニューヘイブンにはケンタッキー鉄道博物館がある。
州内の他の地域では廃線跡を使ったレイルトレイル・プロジェクトがある。ルイビルのビッグフォー橋などである。これが完成すれば、世界でも2番目に長い歩行者のみの橋になる。世界最長の歩行者橋は、ニューポートとシンシナティ市を繋ぐニューポート・サウスバンク橋であり、「パープル・ピープル橋」とも呼ばれている。

### 航空
州内の主要空港としては、ルイビル国際空港（スタンディフォード飛行場）、シンシナティ・ノーザンケンタッキー国際空港 (CVG)、レキシントンのブルーグラス空港がある。ルイビル国際空港にはユナイテッド・パーセル社の国際的な仕分けハブ施設であるワールドポートがある。州内には他にも多くの地域空港がある。
2006年8月27日、レキシントンのブルーグラス空港で、コムエアー5191便のボンバルディア・カナダ・リージョナル・ジェット機が墜落し、乗客47人、乗員2人が死亡した。唯一の生存者は副操縦士のジェイムズ・ポールヒンクだったが、医師の診断では脳に損傷をおっており、事故のことを全く思い出せていない。

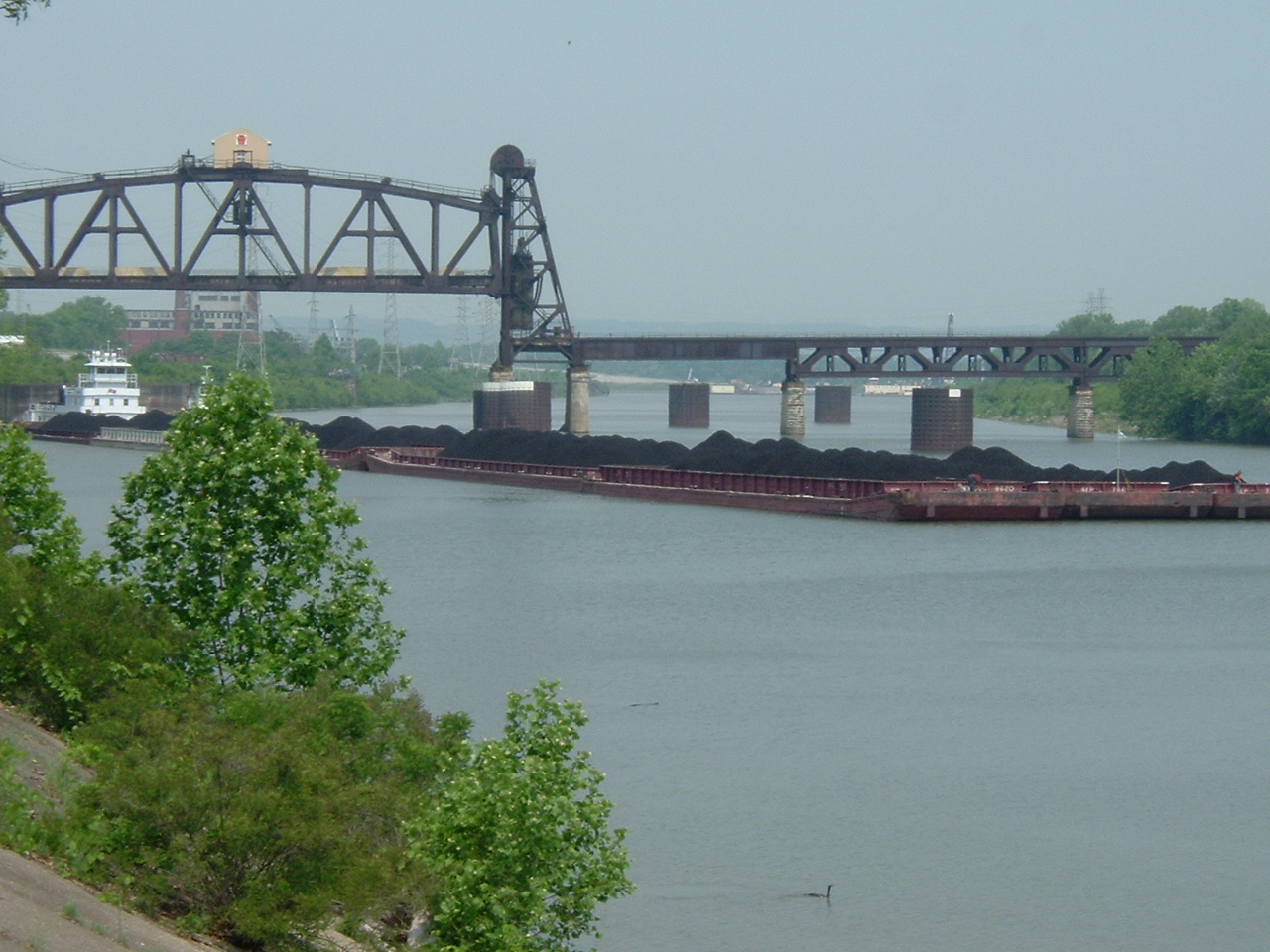
ルイビル・アンド・ポートランド運河で石炭を運ぶ艀、オハイオ川で唯一人工の部分である

### 水運
ケンタッキー州は北アメリカでも大きな河川2つに接しているので、昔から水運がその経済の重要な部分を果たしてきた。19世紀にルイビルは蒸気船の主要港だった。今日、州内水路の艀は大半が石炭を積んでおり、東部と西部の炭田から積み出されている。そのほぼ半分はオハイオ川直近にある多くの発電所で使われ、残りは日本など他国に輸出されている。
ケンタッキー州内、あるいは隣接する国内最大級の港には以下のようなものがある。
- ハンティントン/トリステイト港（アシュランドを含む）、内陸港としては最大、全国でも第7位
- シンシナティ・ケンタッキー州北部港、内陸港として第5位、全国では第43位
- ルイビル・インディアナ州南部港、内陸港として第7位、全国では第55位

州内の港での取扱量では全米第10位である。
オハイオ川の全長で唯一自然の障害となっているのが、ルイビル中心街の西にあるオハイオ滝である。

## 教育

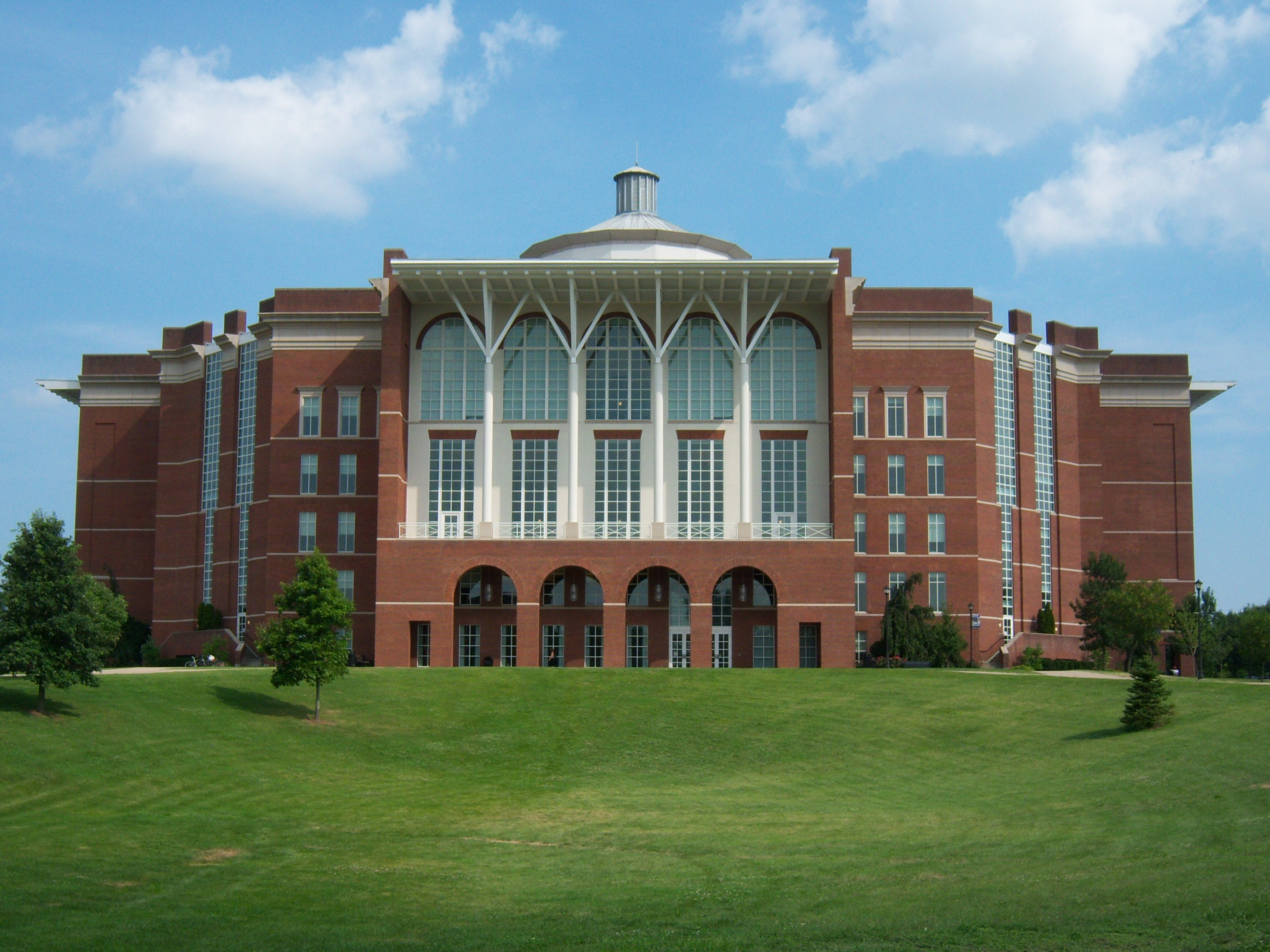
ケンタッキー大学、州内の旗艦大学

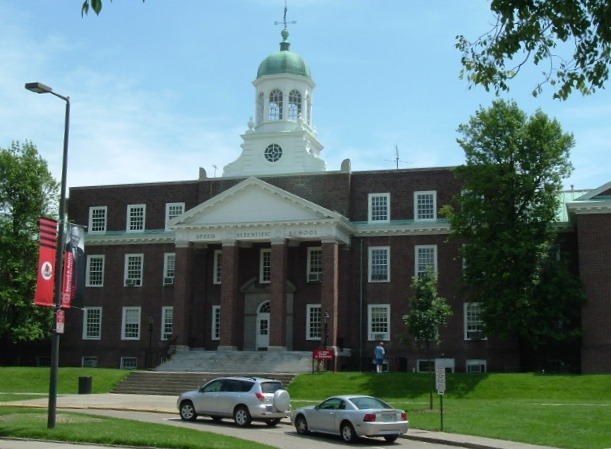
ルイビル大学、都市型研究大学

### 大学・短期大学
ケンタッキー州には8校の公立4年制大学がある。2つの系列があり、ケンタッキー大学とルイビル大学という研究型大学と、他の6校が作る地域重視大学網である。地域重視大学では、東ケンタッキー大学の林学、西ケンタッキー大学の洞窟管理のように地域に根ざした学問がある。ただし教科の大半は他の大学とほとんど変わらない。
ケンタッキー大学とルイビル大学は大学ランキングや入学者偏差値でも高い位置を維持しているが、地域大学には全国的に認められた学部がいくつかあるだけである。例えば西ケンタッキー大学にはジャーナリズム学部、モアヘッド州立大学には国内でも唯一の宇宙科学部がある。ケンタッキー大学が旗艦大学であり、公有地貸与大学でもある。州内各郡には農事相談事業を行っている。医学の分野では、ケンタッキー大学が州東部の医学全般を扱い、ルイビル大学は西部を扱うという役割分担を行っている。
州内に16校ある公立2年制カレッジは、1997年に中等後教育改革法が成立してから、ケンタッキー州コミュニティ・技術カレッジシステムが管理している。この法ができる以前はケンタッキー大学が管理していた。
レキシントンにあるトランシルベニア大学は、1780年に設立されたアレゲーニー山脈より西では最古の大学である。教養系大学であり、国内ランキングでも常に上位に位置している。
ベレア・カレッジはブルーグラス地域の最南端、カンバーランド高原の麓にあり、1855年の設立当初から黒人と白人双方の入学を認めたことで、アメリカ合衆国南部では初の大学となった。この件については1908年に「ベレア・カレッジ対ケンタッキー州事件」として異議申し立てがあり、アメリカ合衆国最高裁判所判決で勝訴した。この判決は、1954年に「ブラウン対教育委員会事件」判決が出るまで、ベレア・カレッジを実質的に人種差別するものにさせていた。

#### 私立
| - en:Alice Lloyd College - アズベリー・カレッジ - アズベリー神学校 - en:Bellarmine University - en:Berea College - Brescia College - en:Campbellsville University - en:Centre College - Clear Creek Baptist Bible College - en:Georgetown College - Kentucky Christian University - en:Kentucky Mountain Bible College |  | - en:Kentucky Wesleyan College - Lexington Theological Seminary - en:Lindsey Wilson College - en:Louisville Presbyterian Theological Seminary - Louisville Technical Institute - Mid-Continent University - en:Midway College - en:Pikeville College - en:Southern Baptist Theological Seminary |  | - en:Spalding University - en:Spencerian College - サリバン大学 (ルイビル, フランクフォート及びレキシントン) - Thomas More College - en:Transylvania University - en:Union College - カンバーランズ大学 (元 Cumberland College と呼ばれていた) |

#### 公立
| - 東ケンタッキー大学 - ケンタッキー州立大学 - モアーヘッド州立大学 |  | - マレー州立大学 - 北ケンタッキー大学 - ケンタッキー大学 |  | - ルイビル大学 - 西ケンタッキー大学 |

#### コミュニティーカレッジ
| - Ashland Community & Technical College - Bowling Green Technical College - Central Kentucky Technical College - Elizabethtown Community College - Elizabethtown Technical College - Gateway Community and Technical Colleges - Hazard Community College |  | - Henderson Community College - Hopkinsville Community College - en:Jefferson Community College - Jefferson Technical College - en:Lexington Community College - Madisonville Community and Technical Colleges - Mayo Technical College |  | - Maysville Community College - en:Owensboro Community College - Owensboro Technical College - Prestonsburg Community College - Rowan Technical College - en:Somerset Community College - West Kentucky Community and Technical College |

### 公共教育
州内には174の教育学区と1,233校の公立学校がある。2010年から2011年の学校年度で、公立学校に通っている児童生徒数は 647,827人だった。
最近20年間で州内の教育改革が進んできた。1989年、ケンタッキー州最高裁判所は州の教育体系が違憲状態にあると裁定した。これに議会が反応して、翌年には教育改革法を成立させた。数年間で改革が進んだが、多くの者はさらなる改革が必要だということで合意した。

## 芸術・文化

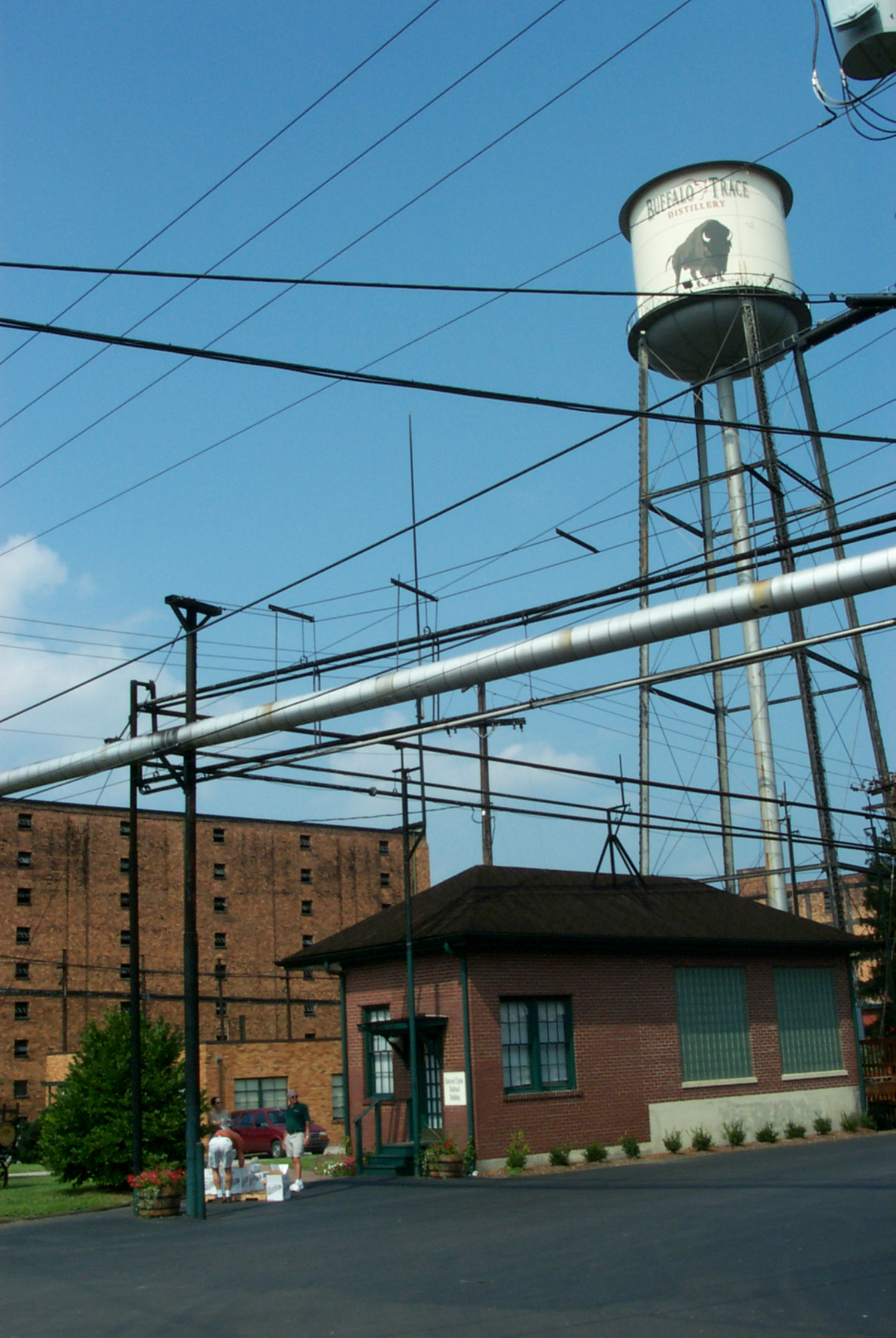
バッファロー・トレイス蒸留所

ケンタッキー州の文化は南部のものであると考えられがちであるが、特定地域では中西部やアパラチア山脈地方の影響も受けて特徴あるものになっている。バーボン・ウィスキーの蒸留、タバコ、競馬、カレッジバスケットボールで知られている。先祖を見ればアップランドサウスに類似している。
19世紀にはかなりの数のドイツ人移民が入ってきており、中西部やオハイオ川沿いのルイビル、コビントン、ニューポートなどに入植した。ドイツ人移民を先祖に持つ州民の人口比率では、南部州の中でメリーランド州、デラウェア州、ウェストバージニア州に次いで第4位である。その数字はアーカンソー州やバージニア州のものに近い。スコットランド系、イングランド系、スコットランド・アイルランド系アメリカ人も、ケンタッキー州の文化に大きな影響を与えており、州全体に分布している。
19世紀のケンタッキー州は奴隷州であり、黒人が人口の4分の1以上になっていた。しかし綿花のプランテーションが無かったので、他の奴隷州ほどその比率は上がらなかった。現在は人口の8%足らずが黒人であり、現代のブラックベルトには含まれない。ただし、州中央部と西部にはそこそこの人口がいる。
ケンタッキー州は南北戦争後に大半の公共の場で人種差別を行うジム・クロウ体系を採用したが、ディープ・サウスの各州ほどアフリカ系アメリカ人を差別したことはなく、1954年の「ブラウン対教育委員会事件」判決以後は平和的に学校での人種差別を撤廃した。後の1966年には南部州で初の公民権法を成立させた。

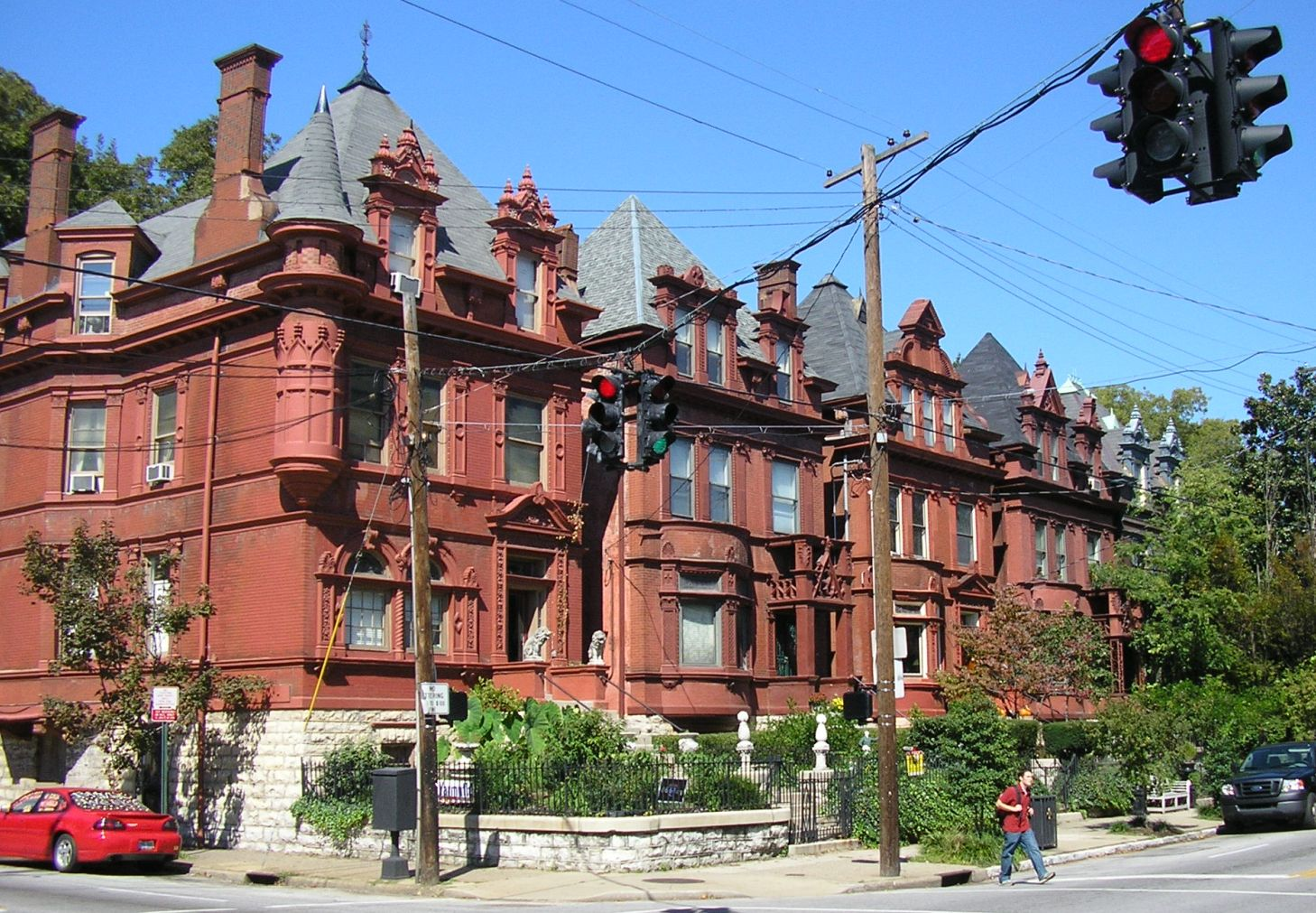
オールド・ルイビル、アメリカ合衆国でも最大のビクトリア様式歴史地区

競馬のビッグレースであるケンタッキーダービーに先だって、ルイビル市では2週間のダービー・フェスティバルが開催される。ルイビル市ではケンタッキー州祭、ケンタッキー州シェイクスピア祭、サザン・ゴスペルのハイライトである全国カルテット大会 も開催される。州内第3の都市、ボーリンググリーンでは、世界で唯一シボレー・コルベットを組み立てる工場があり、1994年に全国コルベット博物館を開館した。第4の都市オーエンズボロでは、「世界のバーベキューの首都」というニックネームに箔を付けるべく、毎年国際 Bar-B-Q 祭を開催している。
ビクトリア様式建築を擁することで国内最大、世界でも第3位 の歴史保存地区であるオールド・ルイビルは、国内最大の屋外アートショーであるセントジェイムズ・コート・アートショーを開催している。この地区は1883年から1887年までサザン・エクスポジションが開催されており、このとき初めてトーマス・エジソンの電球が公開された。またアリス・ヒーガン・ライスの小説『キャベツ畑のウィッグス夫人』やファウンテン・フォックスの漫画『トゥーナービル・トローリー』の舞台となった。
エイブラハム・リンカーンの生誕地であるホジェンビルでは、毎年リンカーン・デイの祝祭があり、また2008年2月にはリンカーン生誕200周年全国祭の出発点となった。バーズタウンはケンタッキー・バーボン祭で、バーボン・ウィスキー主要生産地としての歴史を祝っている。グラスゴーはスコットランドのグラスゴーで開催されるハイランドゲームズのケンタッキー版を開催して、本家の真似をしている。スタージスはサウスダコタ州で毎年開催されるスタージス・モーターサイクル・ラリーのミニ版である「リトル・サージス」を開催している。
小さな町であるベントンの住人はお気に入りのスイートポテトに敬意を払い、ジャガイモの日を開催している。グレイソン郡のクラークソンでは、クラークソン・ハニーフェストを祝うことで養蜂産業との結びつきを祝っている。毎年9月の最終週木曜から土曜にかけて開催され、ケンタッキー州の公式蜂蜜祭にもなっている。

### 音楽
レンフロバレーにはレンフロバレー娯楽センターとケンタッキー州音楽の殿堂があり、1980年代後半にはケンタッキー州議会から「ケンタッキー州カントリー・ミュージックの首都」という称号を与えられた。レンフロバレー・バーンダンスはその音楽の伝統が1939年に始まった場所であり、レッド・フォリー、ホーマー・アンド・ジェトロ、リリー・メイ・レッドフォードと最初のクーン・クリーク・ガールズ、マーサ・カーソンなどカントリーミュージックで名を挙げたミュージシャンが長年そこの固定メンバーとして公演を行ってきた。レンフロバレー・ギャザリンというラジオ番組は、全米で連続的に放送されているものとして2番目の古さを誇るものになった。地元ラジオ局である WRVK が製作し、全米とカナダ200局近くで中継されている。

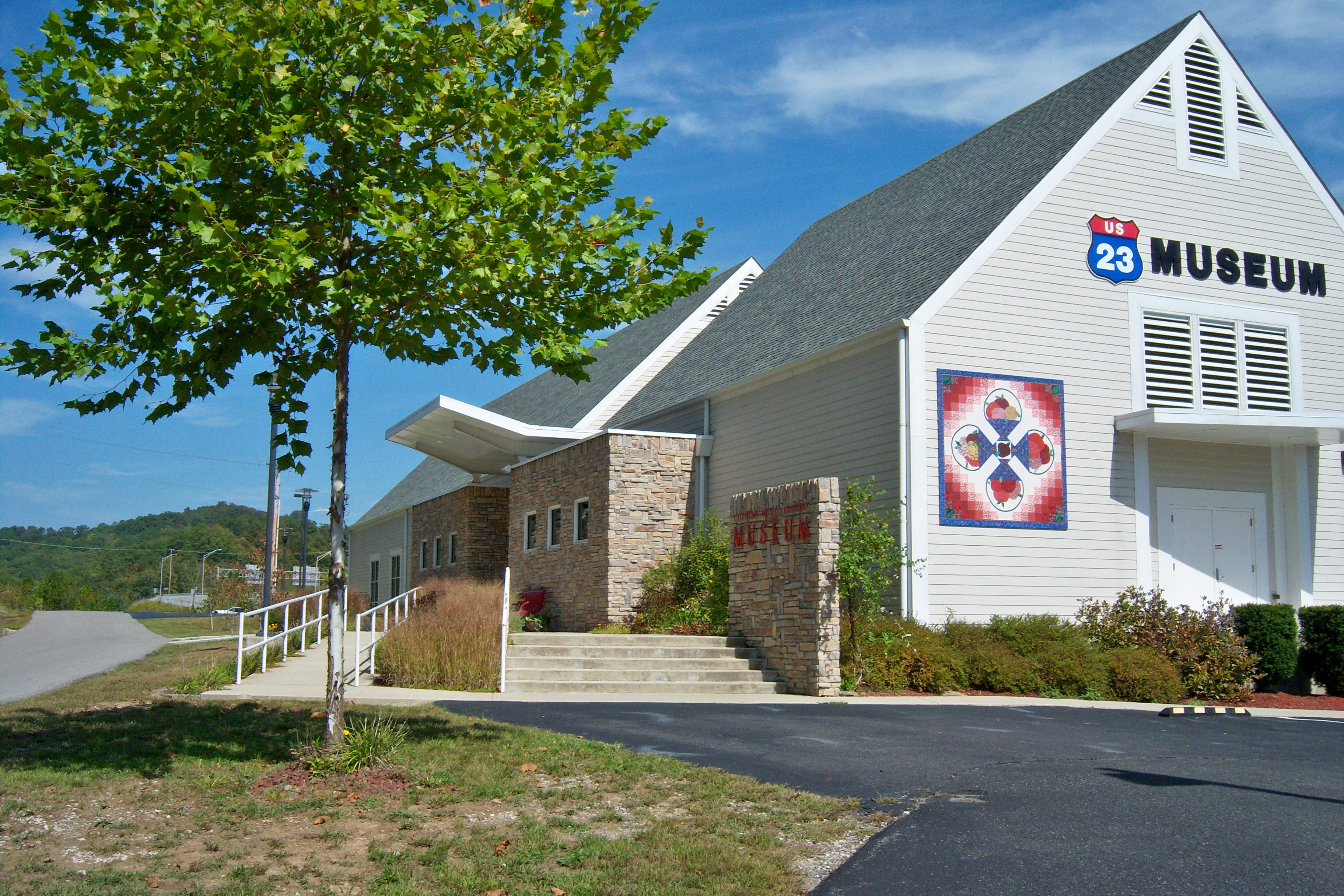
アメリカ国道23号線カントリーミュージック・ハイウェイ博物館、ペインズビルにあり、東ケンタッキー州のミュージシャンにとっての本拠地になっている

コンテンポラリー・クリスチャン・ミュージックのスター、スティーブン・カーティス・チャップマンはパデューカの生まれであり、ロックの殿堂入りしたエヴァリー・ブラザースは兄のドンが生まれたミューレンバーグ郡との結びつきが強い。ルイビルのミルドレッド・ヒルとパティ・ヒルの姉妹は、1893年に「ハッピーバースデートゥーユー」を作曲したとされており、ジョンソン郡のロレッタ・リン、バックストリート・ボーイズのブライアン・リットレルとケビン・リチャードソン、フラットウッズのビリー・レイ・サイラスもケンタッキー州の出身である。
ケンタッキー州音楽の深層は特徴的なブルーグラス音楽にある。「ブルーグラスの父」ビル・モンローがオハイオ郡の小さな町ローザインで生まれた。リッキー・スカグス、キース・ウィットリー、デイビッド・"ストリングビーン・"・エイクマン、ルイス・マーシャル・"グランパ"・ジョーンズ、ソニー・オズボーンとボビー・オズボーン、サム・ブッシュらが全てケンタッキー州出身である。オーエンズボロには国際ブルーグラス音楽博物館があり、毎年レキシントンではブルーグラスの祭が開催されている。
ジャズの分野では著名なパイオニアであるライオネル・ハンプトンが出身者である（ただし異論もある）。ブルースの伝説的存在であるW・C・ハンディや、リズム・アンド・ブルースの歌手ウィルソン・ピケットもかなりの期間をケンタッキー州で過ごした。リズム・アンド・ブルースのグループであるミッドナイト・スターやヒップホップのグループであるナッピー・ルーツはどちらも州内で結成され、ザ・ケンタッキー・ヘッドハンターズ、モンゴメリー・ジェントリーとハーフウェイ・トゥ・ハザード、ザ・ジャッズ、さらにはダブ賞を受賞したクリスチャンのグループであるオーディオ・アドレナリン（ロック）、ブライド（メタル）がいる。ヘビーロックのバンド、ブラック・ストーン・チェリーは田園部のエドモントンの出身であり、インディロックのバンド、マイ・モーニング・ジャケットは、リードボーカルでギター奏者のジム・ジェイムズがルイビルの生まれである。ロックバンドのケイジ・ジ・エレファンドもボーリンググリーン出身である。ブルーグラスのグループドリフトウッドとケンタッキー・レイン、またポップバンドの98デグリーズのニック・ラシェイもケンタッキー州出身である。
州東部では、オールドタイム・ミュージックが、昔のアパラチア山脈地方で発展した民謡の伝統を受け継いでいる。

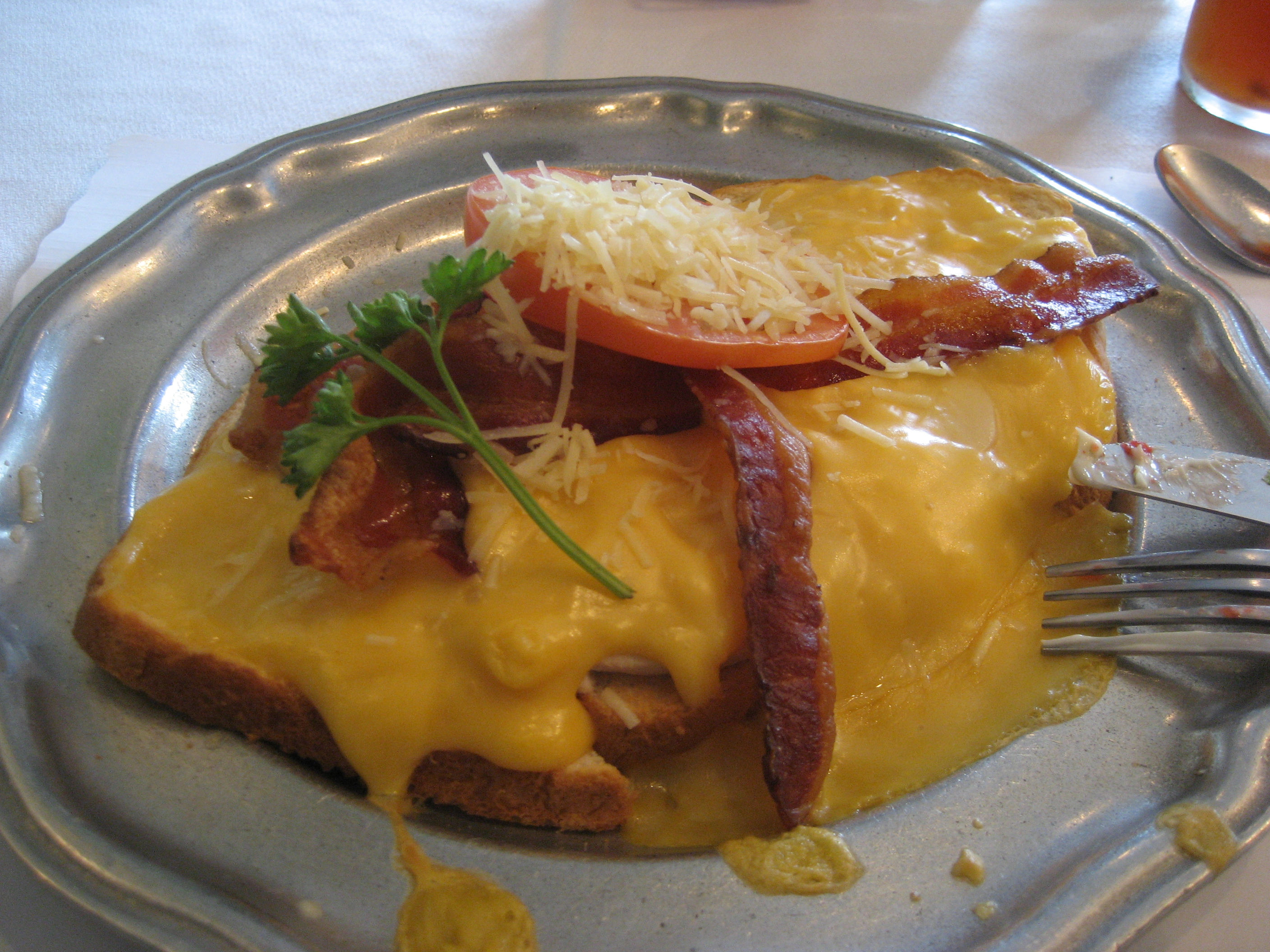
ホット・ブラウン

### 料理
ケンタッキー料理は概して伝統的な南部料理に似ているが、一部の地域では南部と中西部の要素を合わせたものになっている。ケンタッキーのオリジナル料理がホット・ブラウンであり、通常はトースト、シチメンチョウ、ベーコン、トマトとモルネーソースのトッピングという順序に重ねられる。ルイビルのブラウン・ホテルで開発された。ルイビルのペンデニス・クラブは「オールド・ファッションド・カクテル」の発祥地である。また州西部は独特のバーベキューで知られる。
ハーランド・サンダースがノースコービンにある店で、ケンタッキー・フライドチキンを始めた。ただし、KFC最初のフランチャイズ店はユタ州サウスソルトレイクにある。

### スポーツチーム
野球マイナーリーグチーム
- ルイビル・バッツ - シンシナティ・レッズ傘下AAA級、トリプルAイースト
- ボーリンググリーン・ホットロッズ（英語版） - タンパベイ・レイズ傘下A+級、ハイAイースト

野球独立リーグチーム
- レキシントン・レジェンズ - アトランティックリーグ
- フローレンス・ヨールズ - フロンティアリーグ

カレッジバスケットボール
- ケンタッキー・ワイルドキャッツ - ケンタッキー大学（University of Kentucky, UK）のスポーツチームの総称。特に男子バスケットボールチーム（英語版）は全米（NCAA）一位を8回獲得したほどの名門チーム

## その他
陸軍刑務所のあるフォート・ノックスには、連邦政府の財源でもある政府所有の金塊がインゴットの形で保管されている。

### 名誉称号
- ケンタッキー・カーネル

### 同州出身の有名人
ア行
- ダン・アグラ - 野球選手
- モハメド・アリ - ボクサー
- フレデリック・ヴィンソン - 政治家
- ブランドン・ウェブ - 野球選手
- ジャック・ウォマック - 作家
- ビリー・ヴォーン - 音楽家
- ジミー・エリス - ボクサー
- ジョーン・オズボーン - ミュージシャン

カ行
- ジョン・カーライル - 政治家
- ジェイムズ・ガスリー - 政治家
- ハズバンド・キンメル - 軍人
- ロバート・グラブス - 化学者
- D・W・グリフィス - 映画監督
- ジョージ・クルーニー - 俳優
- クリス・ケイ - プロレスのレフェリー
- エドガー・ケイシー - 予言者
- レベッカ・ゲイハート - 女優
- クリスタル・ゲイル - カントリー歌手[123]
- ケンタッキー・ヘッドハンターズ - カントリー・バンド
- トマス・コーウィン - 政治家
- アール・コームス - 野球選手 (アメリカ野球殿堂表彰者)

サ行
- ビリー・レイ・サイラス - カントリー歌手
- ガス・ヴァン・サント - 映画監督
- ロナルド・ジーグラー - 政治家
- ザ・ジャッズ - カントリー・グループ
- フィリップ・シャープ - 生化学者
- リチャード・メンター・ジョンソン - 第9代アメリカ合衆国副大統領
- リッキー・スキャッグス - カントリー歌手
- ハリー・ディーン・スタントン - 俳優
- アドレー・ユーイング・スティーブンソン一世 - 第23代アメリカ合衆国副大統領
- ウィリアム・スレッド - YouTube celebrity
- エレン・センプル - 地理学者

タ行
- ハッピー・チャンドラー - 政治家・MLBコミッショナー (アメリカ野球殿堂表彰者)
- スキーター・デイヴィス - ポップ・カントリー歌手
- ジャッキー・デシャノン - ポップ歌手
- ジョニー・デップ - 俳優
- ジェファーソン・デイヴィス - 軍人・政治家
- アレクサンダー・ウィリアム・ドニファン - 弁護士・軍人
- マール・トラヴィス - カントリー歌手

ナ行
- パトリシア・ニール - 女優
- ニッキー・ヘイデン - バイクレーサー（AMA/MotoGPチャンピオン）

ハ行
- アルバン・ウィリアム・バークリー - 政治家
- ランス・バートン - マジシャン
- ダグ・バシャム - プロレスラー
- ジム・バニング - 野球選手 (アメリカ野球殿堂表彰者)
- ライオネル・ハンプトン - ジャズ・ミュージシャン
- テリー・ビッスン - 作家
- ジョー・ファルクス - 元バスケットボール選手
- ベル・フックス - 社会活動家
- ベンジャミン・ブリストウ - 政治家
- エイドリアン・ブリュー - ミュージシャン
- ラリー・フリント - ポルノ雑誌「ハスラー」創刊者
- ジョン・ブレッキンリッジ - 第14代アメリカ合衆国副大統領
- ジェイムズ・ギルバート・ベイカー - 天文学者
- グレグ・ペイジ - ボクサー
- ニッキー・ヘイデン - ロードレーサー
- リチャード・ヘル - パンク歌手
- キース・ホイットリー - カントリー歌手

マ行
- メアリー・マーハー - 競泳選手
- ヴォンダ・マッキンタイア - 作家
- ヴィクター・マチュア - 俳優
- ウィリアム・メイポーザー - 俳優
- トーマス・ハント・モーガン - 生物学者
- ビル・モンロー - ブルーグラス、カントリー歌手

ヤ行
- ショーン・ヤング - 女優
- ドワイト・ヨーカム - カントリー歌手

ラ行
- ルーディ・ラッカー - 作家
- ピー・ウィー・リース - 野球選手 (アメリカ野球殿堂表彰者)
- エイブラハム・リンカーン - 第16代アメリカ合衆国大統領
- ロレッタ・リン - カントリー歌手
- ジェニファー・ローレンス - 女優

### 州の象徴など
- 州の鳥 - ケンタッキー紅冠鳥
- 州の木 - ユリノキ
- 州のモットー - 我々は団結により成り立つ、分裂は我々を滅ぼす
- 州の歌 - ケンタッキーの我が家

### 日本の姉妹都市
- (愛知県) - (ケンタッキー州)[124]
- (福島県桑折町) - (エリザベスタウン市)
- (石川県七尾市) - (モーガンタウン市)
- (山梨県北杜市) - (ベリア市)
- (愛知県日進市) - (オーエンズボロ市)
- (愛知県田原市) - (ジョージタウン市)
- (兵庫県川西市) - (ボーリンググリーン市)

## ギャラリー

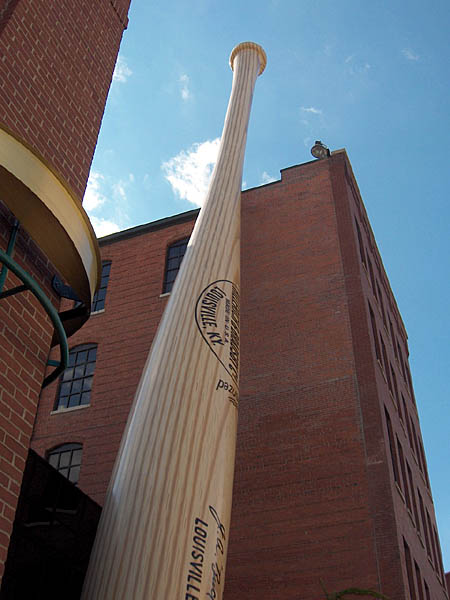
ルイビル・スラッガーの野球バットはケンタッキー州で作られている。ギネスにも掲載される世界最大のバットが看板である
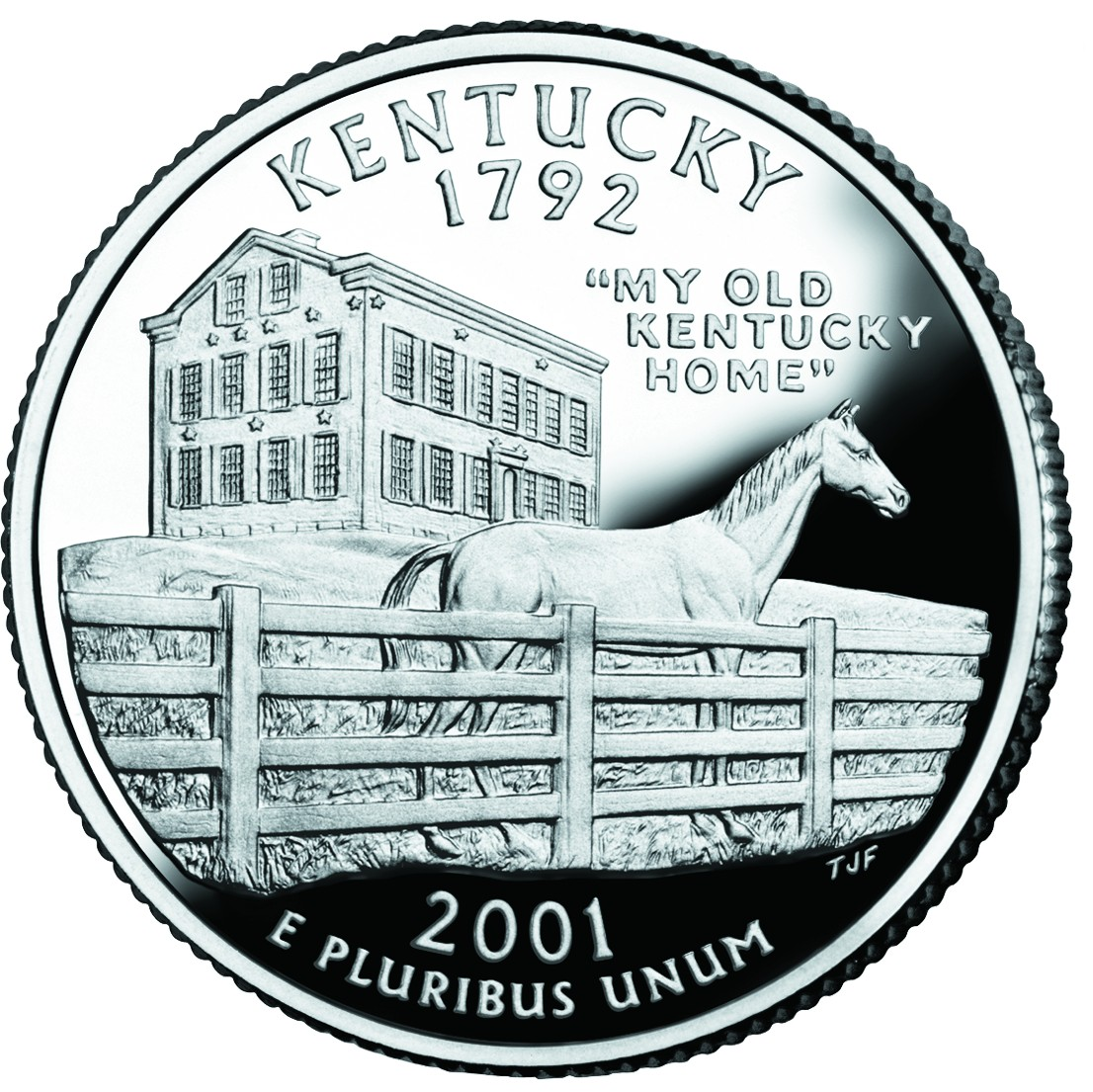
ケンタッキー州の4分の1ドル硬貨
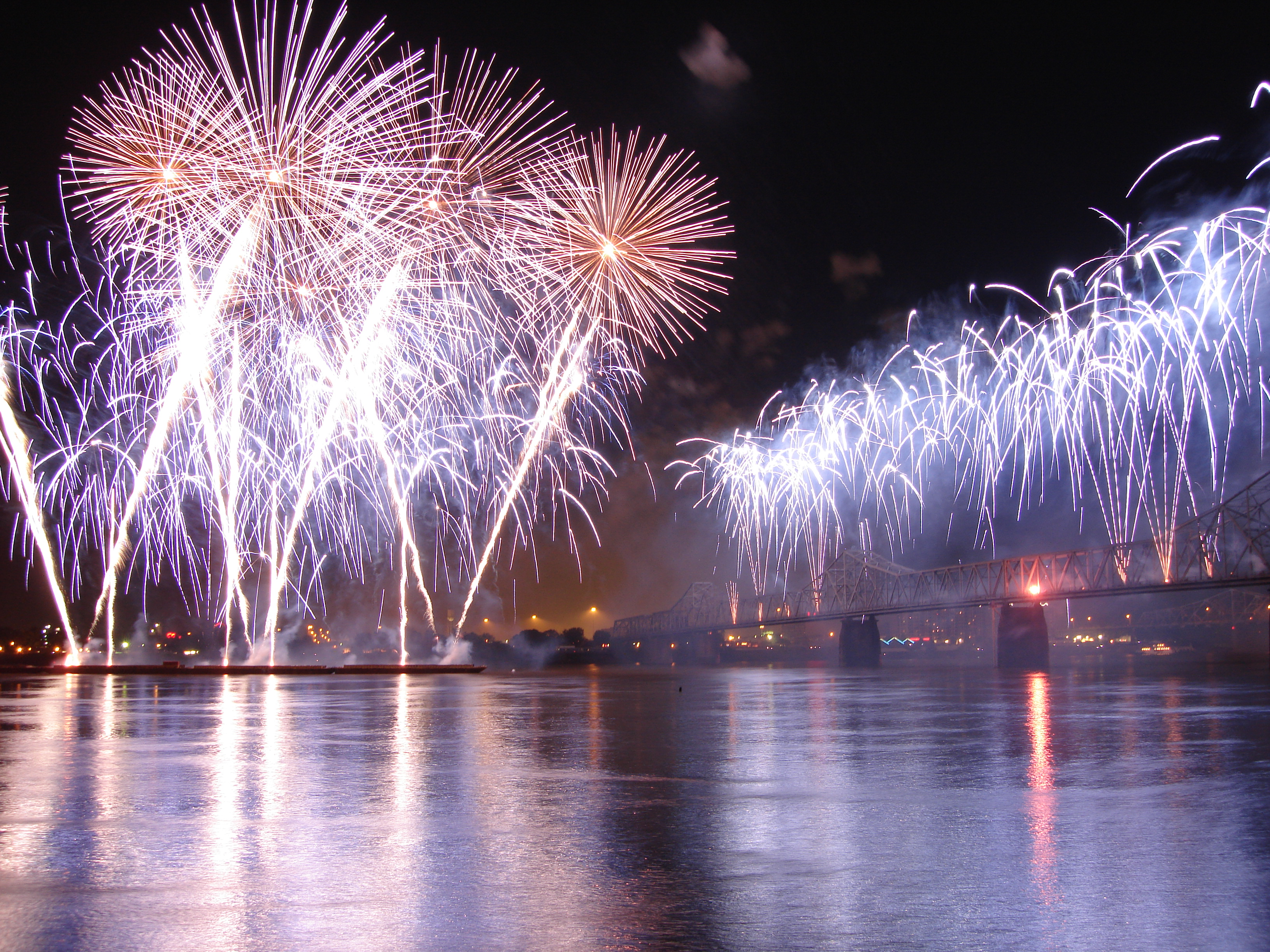
世界最大級の花火大会、サンダー・オーバー・ルイビル
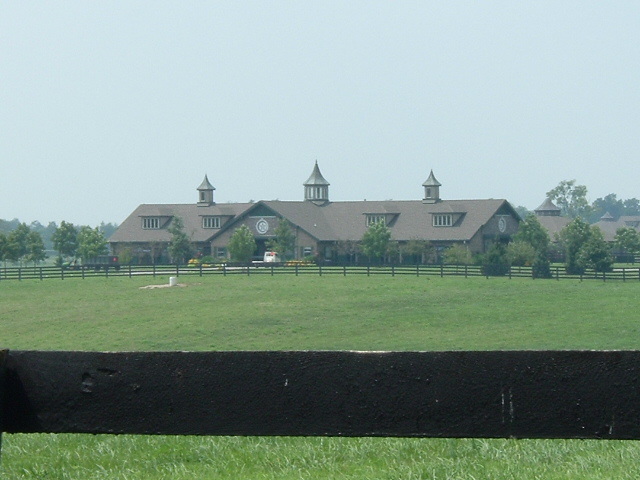
州内の馬牧場
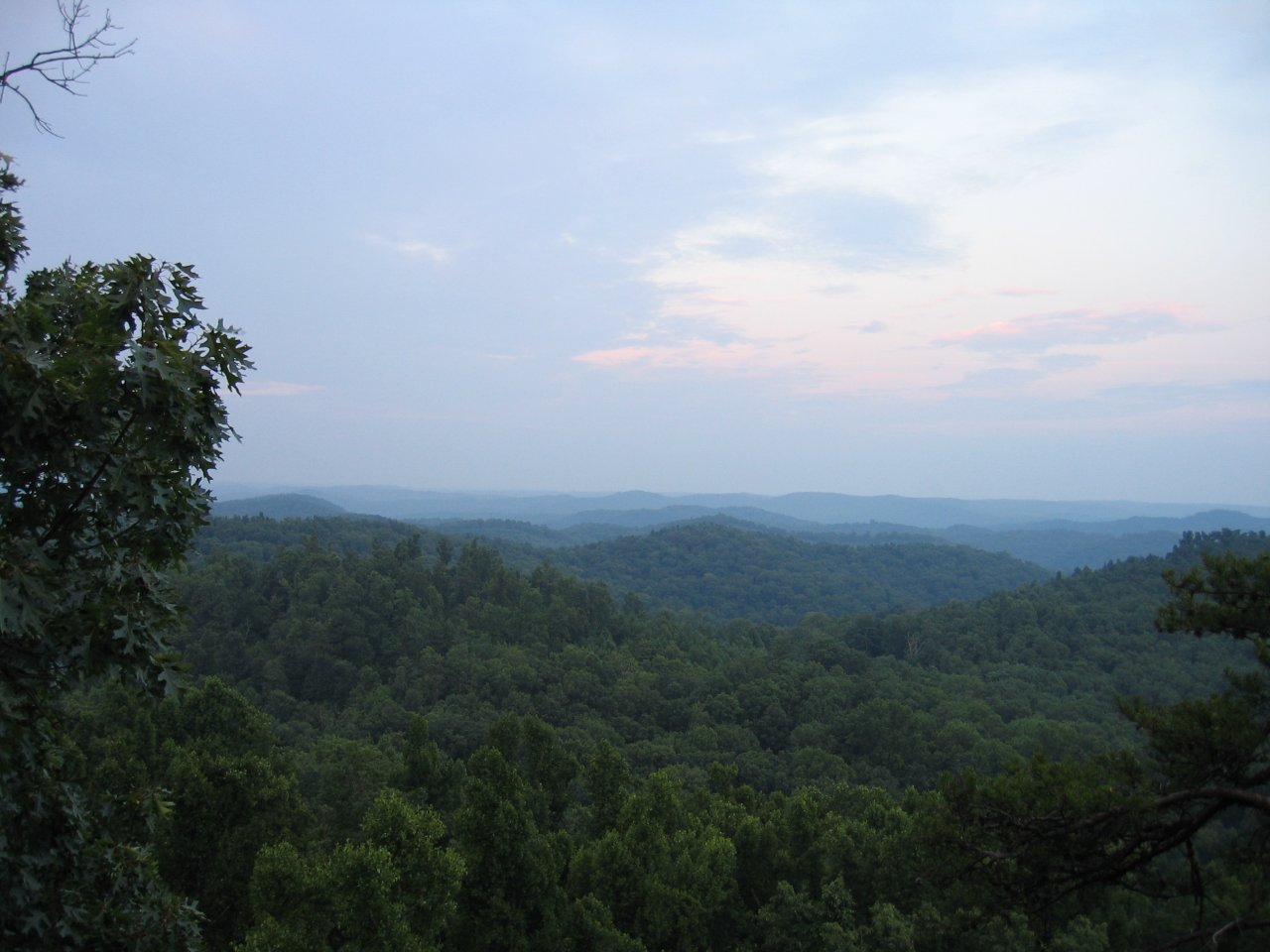
ダニエル・ブーン国立の森
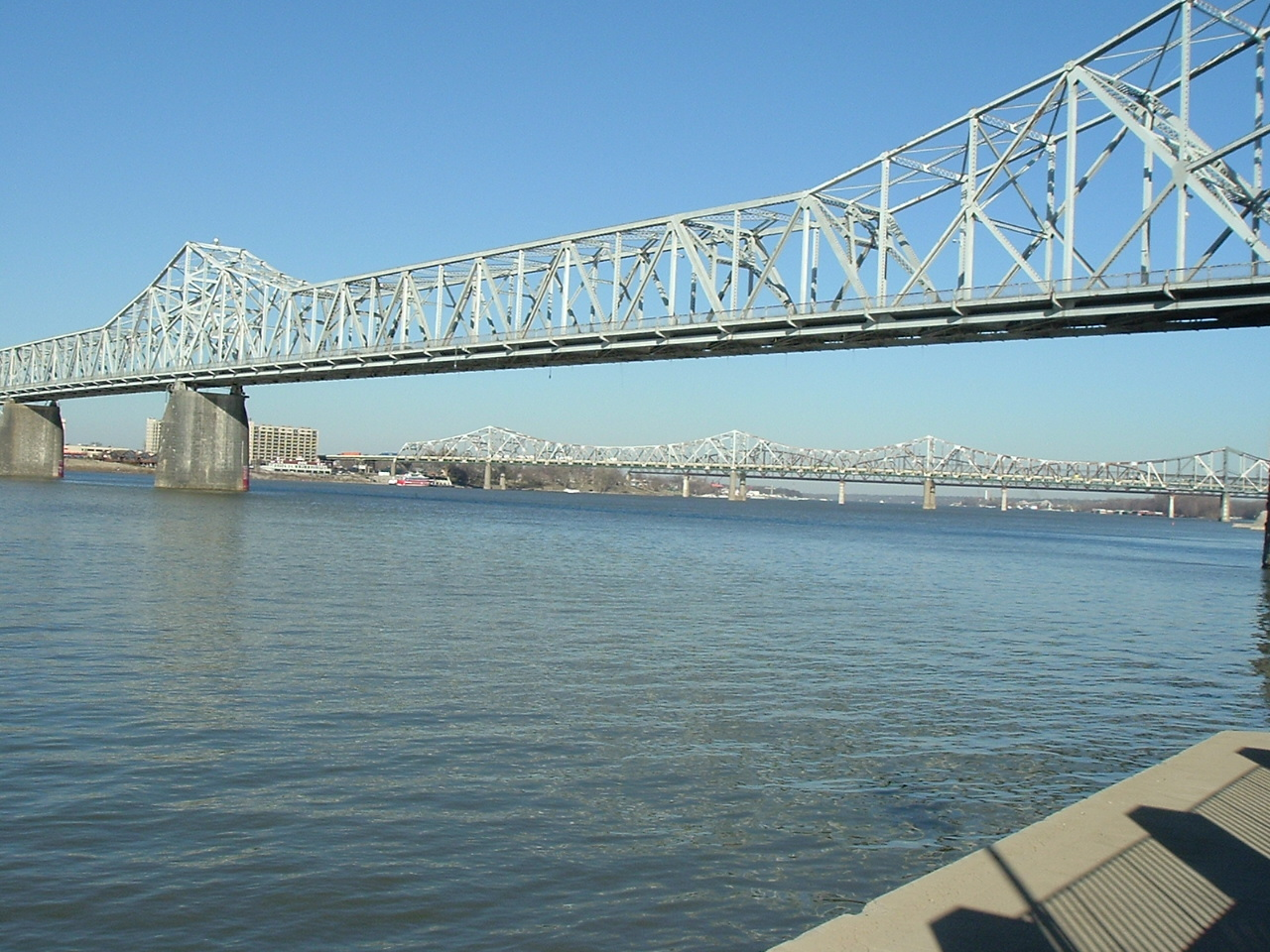
オハイオ川

### 政治
- Miller, Penny M. Kentucky Politics & Government:Do We Stand United? (1994)
- Jewell, Malcolm E. and Everett W. Cunningham, Kentucky Politics (1968)

### 歴史

#### 研究書
- Bodley, Temple and Samuel M. Wilson. History of Kentucky 4 vols. (1928).
- Caudill, Harry M., Night Comes to the Cumberlands (1963). ISBN 0-316-13212-8
- Channing, Steven. Kentucky:A Bicentennial History (1977).
- Clark, Thomas Dionysius. A History of Kentucky (many editions, 1937–1992).
- Collins, Lewis. History of Kentucky (1880).
- Harrison, Lowell H. and James C. Klotter. A New History of Kentucky (1997).
- Kleber, John E. et al. The Kentucky Encyclopedia (1992), standard reference history.
- Klotter, James C. Our Kentucky:A Study of the Bluegrass State (2000), high school text
- Lucas, Marion Brunson and Wright, George C. A History of Blacks in Kentucky 2 vols. (1992).
- Notable Kentucky African Americans https://web.archive.org/web/20080306060234/http://www.uky.edu/Subject/aakyall.html
- Share, Allen J. Cities in the Commonwealth:Two Centuries of Urban Life in Kentucky (1982).
- Wallis, Frederick A. and Hambleton Tapp. A Sesqui-Centennial History of Kentucky 4 vols. (1945).
- Ward, William S., A Literary History of Kentucky (1988) (ISBN 0-87049-578-X).
- WPA, Kentucky:A Guide to the Bluegrass State  (1939), classic guide.
- Yater, George H. (1987). Two Hundred Years at the Fall of the Ohio:A History of Louisville and Jefferson County (2nd ed.). The Filson Club, Incorporated. ISBN 0-9601072-3-1

#### 特化分野の研究
- Bakeless, John. Daniel Boone, Master of the Wilderness (1989)
- Blakey, George T. Hard Times and New Deal in Kentucky, 1929–1939 (1986)
- Coulter, E. Merton. The Civil War and Readjustment in Kentucky (1926)
- Davis, Alice. "Heroes:Kentucky's Artists from Statehood to the New Millennium" (2004)
- Ellis, William E. The Kentucky River (2000).
- Faragher, John Mack. Daniel Boone (1993)
- Fenton, John H. Politics in the Border States:A Study of the Patterns of Political Organization, and Political Change, Common to the Border States:Maryland, West Virginia, Kentucky, and Missouri (1957)
- Ireland, Robert M. The County in Kentucky History (1976)
- Klotter, James C.; Lowell Harrison, James Ramage, Charles Roland, Richard Taylor, Bryan S. Bush, Tom Fugate, Dixie Hibbs, Lisa Matthews, Robert C. Moody, Marshall Myers, Stuart Sanders and Stephen McBride (2005). Jerlene Rose. ed. Kentucky's Civil War 1861–1865. Back Home In Kentucky Inc. ISBN 0-9769231-1-4
- Klotter, James C. Kentucky:Portrait in Paradox, 1900–1950 (1992)
- Pearce, John Ed. Divide and Dissent:Kentucky Politics, 1930–1963 (1987)
- Remini, Robert V. Henry Clay:Statesman for the Union (1991).
- Sonne, Niels Henry. Liberal Kentucky, 1780–1828 (1939)
- Tapp, Hambleton and James C Klotter. Kentucky Decades of Discord, 1865–1900 (1977)
- Townsend, William H. Lincoln and the Bluegrass:Slavery and Civil War in Kentucky (1955)
- Waldrep, Christopher Night Riders:Defending Community in the Black Patch, 1890–1915 (1993) tobacco wars